# Liepāja
Liepāja (prononcé /liepaːja/ ; en lituanien Liepoja ; en allemand Libau ; en polonais Lipawa ; en russe Либава, Libava, ou Лиепая, Liepaïa ; en yiddish ליבאַװע, Libave) est une ville côtière de Lettonie.
Les symboles de la ville sont un lion rouge (symbole de la Courlande) et un tilleul vert sur fond blanc. Elle possède également un hymne appelé Pilsēta, kurā piedzimst vējš (« la ville où est né le vent »).

## Géographie

### Situation géographique
Liepāja est située sur les rives de la mer Baltique, située à peu près à 200 km à l'ouest de Riga. Elle est accessible par car et par train depuis Riga en à peu près 3 heures. Liepāja dispose aussi d'un aéroport, la liaison aérienne est assurée avec la capitale de juin à septembre.
La ville occupe un rempart de dunes côtières de 1,5 à 6,5 km de large et une plaine dans la plaine de Bārtava (lv), dans les basses terres côtières.
Liepāja est entourée par la municipalité sud de Kurzeme (lv) et la ville borde la municipalité de Medze (lv) au nord, la municipalité de Grobiņa à l'est et la municipalité de Nīcas (lv) au sud.
Elle est bordée à l'ouest par la côte de la mer Baltique.
Le canal du commerce relie le lac de Liepāja à la mer Baltique et divise la ville en parties sud et nord, souvent appelées respectivement Vieille Liepāja et Jeune Liepāja.
Le long de la côte, la ville s'étend vers le nord jusqu'à atteindre le canal Karosta.
Au nord du canal de Karosta se trouve Karosta (lv), qui est désormais pleinement intégrée à Liepāja et constitue le quartier nord de la ville.
La côte de Liepāja se compose d'une plage de sable continue et de dunes.

### Zones protégées
Les territoires naturels occupent au total environ un tiers du territoire de la ville. Ces zones sont pour la plupart situées à la périphérie de la ville et ne sont pas reliées aux petits espaces verts du centre-ville.
Les biotopes spécialement protégés d'importance de l'Union européenne occupent 17,8% du territoire de Liepāja. Les biotopes sont situés aussi bien dans des espaces naturels spécialement protégés qu'à l'extérieur de ceux-ci. Au total, 27 types d'habitats d'importance européenne ont été identifiés dans la ville de Liepāja. Dans la ville de Liepāja, les plus grandes superficies sont occupées par les lacs à végétation d'algues (lac de Liepāja) (code d'habitat 3140), les dunes balnéaires de Mežaina (code d'habitat 2180) et les forêts de Staignāi (code d'habitat 9080).

### Eaux de surface
Les plans d'eau occupent 1009 hectares soit 17% de la superficie totale de la ville.
Le système hydrologique de la ville de Liepāja est composé de divers éléments, dont le lac de Liepāja et le lac Tosmare (lv) qui sont des zones Natura 2000.
Il y a aussi des rivières Vērnieku upe, Kalejupīte et Ālande (lv), des canaux : Tirdzniecības,Karosta, Cietokšņa (lv) et Pērkone, ainsi que le réservoir artificiel Beberlini.
La ville est située sur la côte de la mer Baltique. Selon la division de la Lettonie en zones hydrographiques, le territoire de la ville de Liepāja est dans le bassin hydrographique du fleuve Venta.

### Forêts
Les terres forestières de la ville de Liepāja couvrent 1 368,9 hectares, dont 83 % sont des forêts, le reste est occupé par des marécages (4,7 %), des champs et des dunes de sable (9,5 %), des espaces ouverts et des infrastructures (couvrant au total moins de 3 % ).
Les propriétaires privés possèdent 109,6 hectares, tandis que 92 % des terres forestières, soit 1 259,3 hectares, appartiennent à la municipalité.
La forêt urbaine se compose de cinq massifs forestiers distincts : le plus grand se trouve dans la partie nord de la ville qui comporte entre-autres le forêt de Karosta, la forêt de Reiņu, les forêts proches de l'hôpital régional de Liepāja (lv) et les massifs forestiers du sud-ouest et de Zaļas birzs.

### Morphologie urbaine et voirie

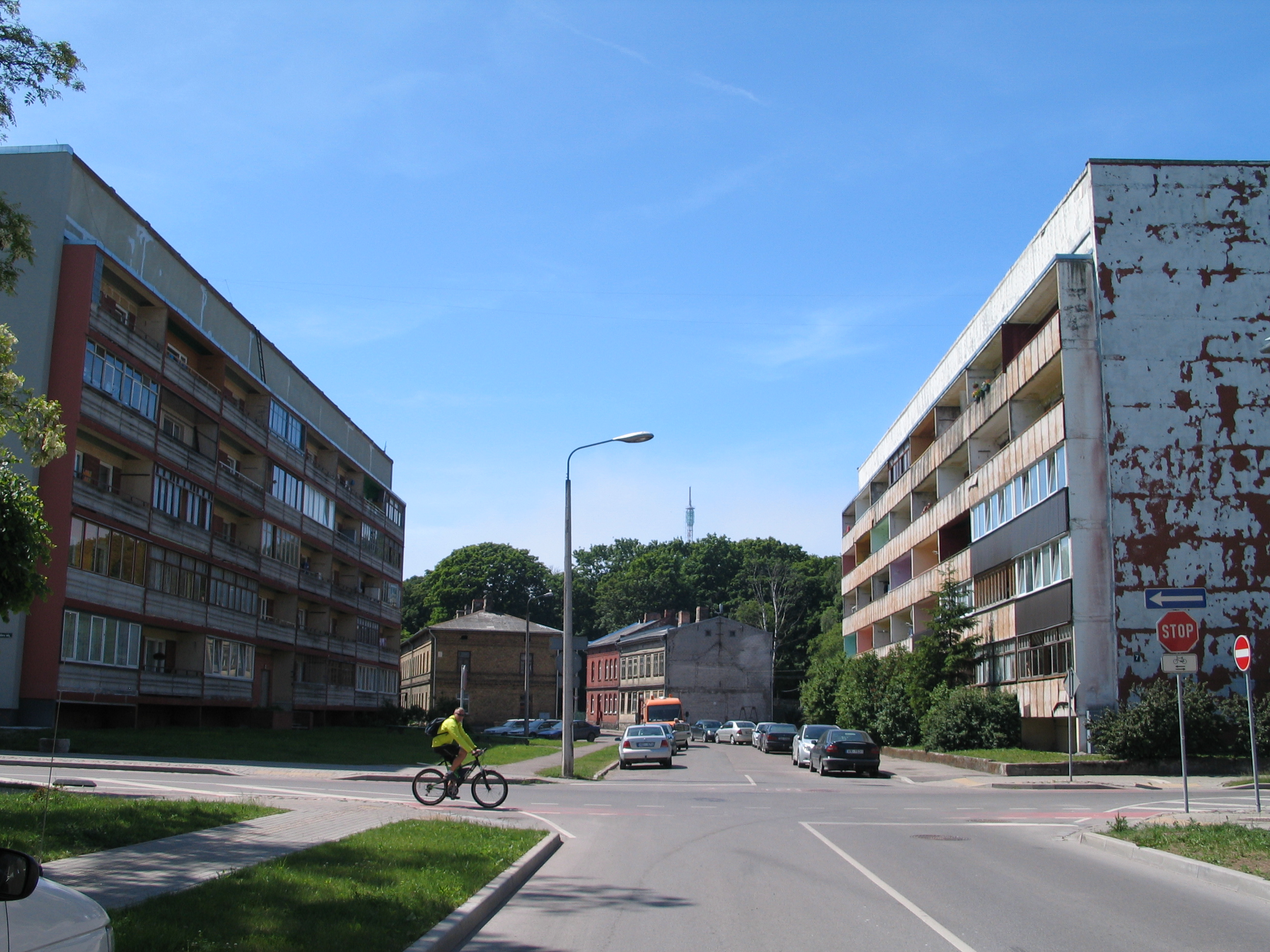
La rue de Jelgava (Jelgavas iela.

La rue de Jelgava (en letton : letton : Jelgavas iela) est une rue traversant le quartier Jaunliepāja. Cette voie débute à l'intersection avec la rue Kaiju et se termine à son intersection avec la rue de l’année 1905. 
La rue de Jelgava s'étend sur environ 835 m et est entièrement bitumée.
Les bâtiments de la rue sont des bâtiments d'avant-guerre en brique et en bois, ainsi que des immeubles résidentiels.
La police municipale de la ville de Liepāja est située au 48, rue Jelgavas et l'église luthérienne Martin Luther de Liepāja est située au 62, rue Jelgavas.

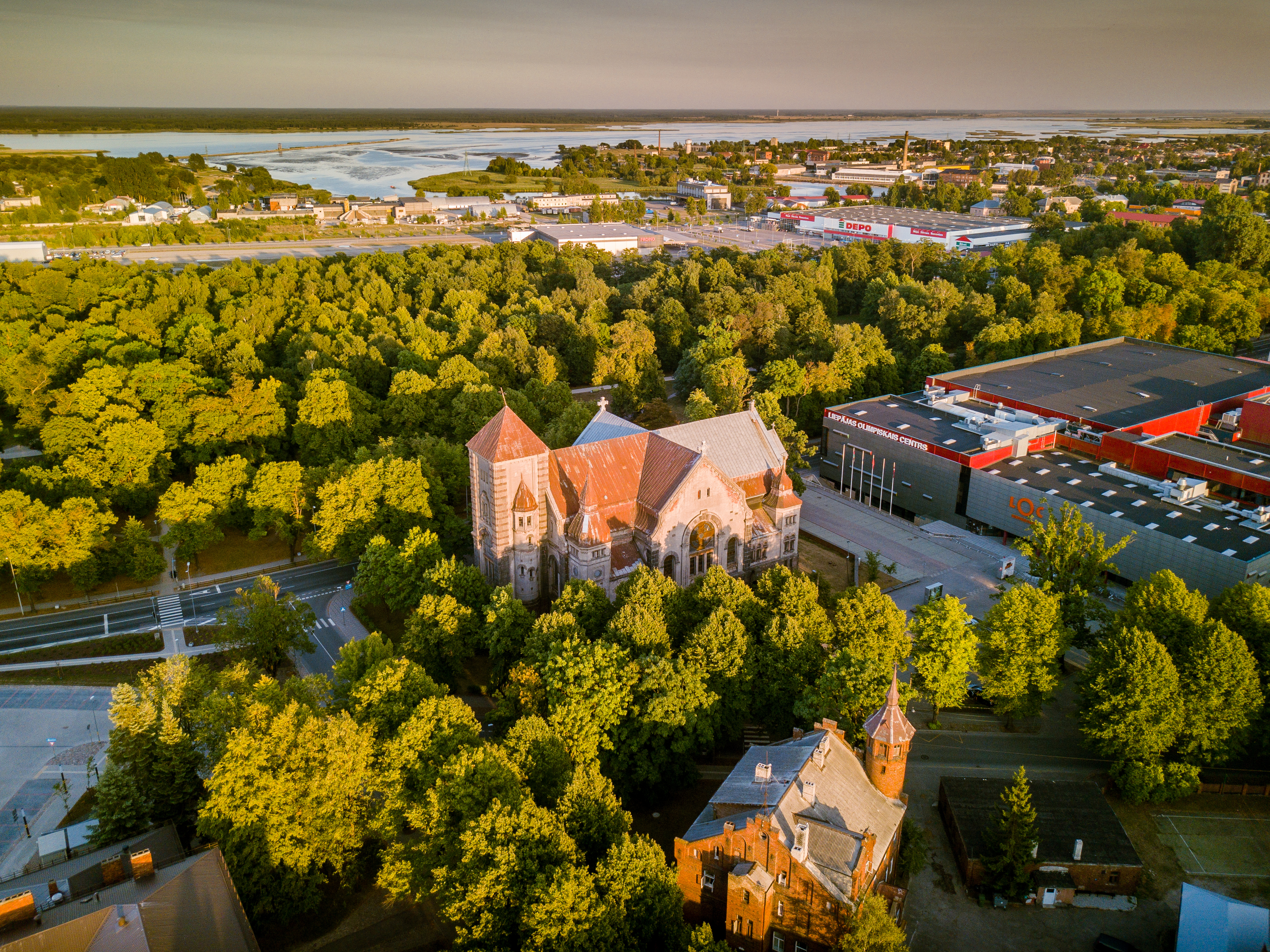
Église luthérienne Martin Luther
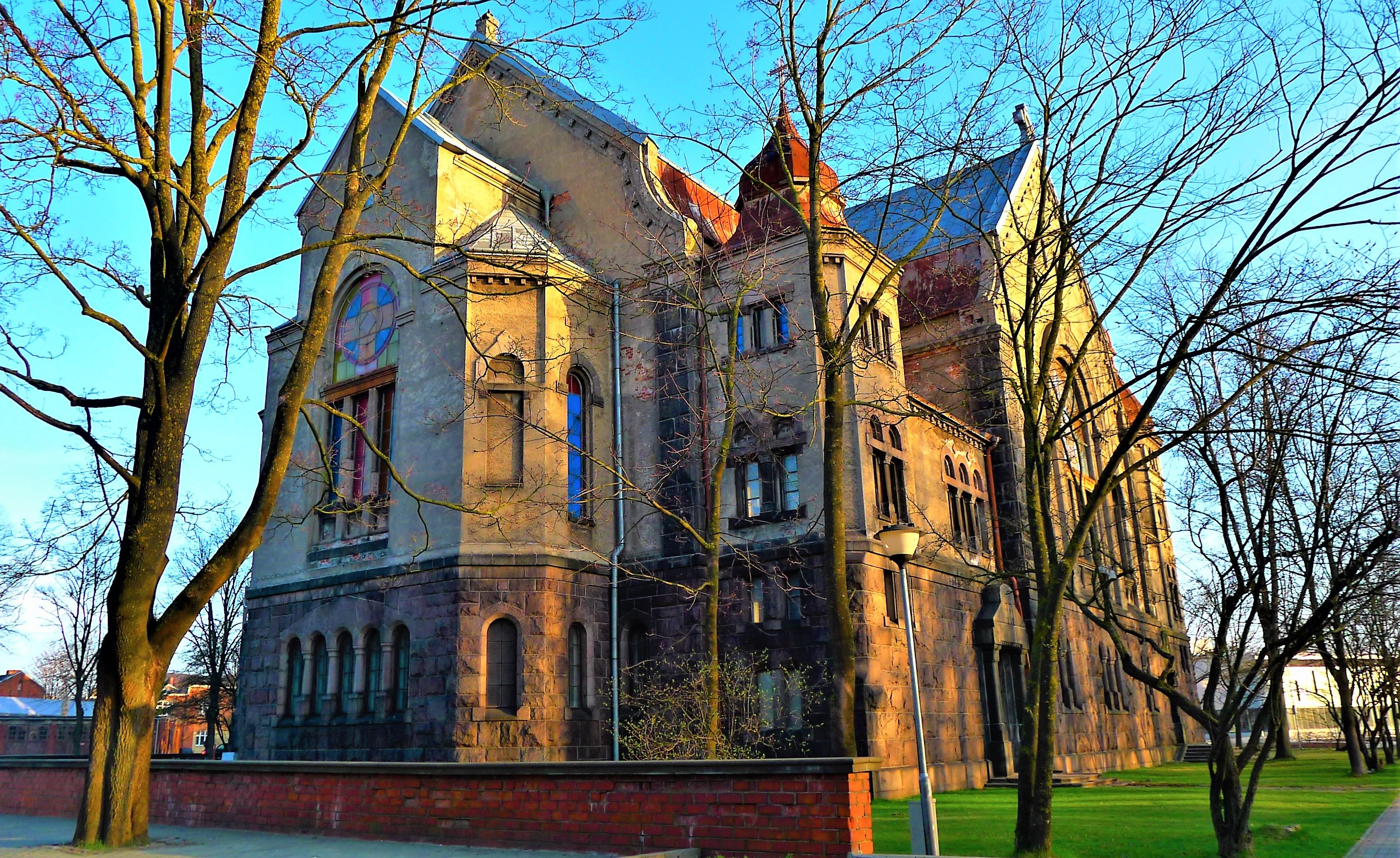
Église luthérienne Martin Luther
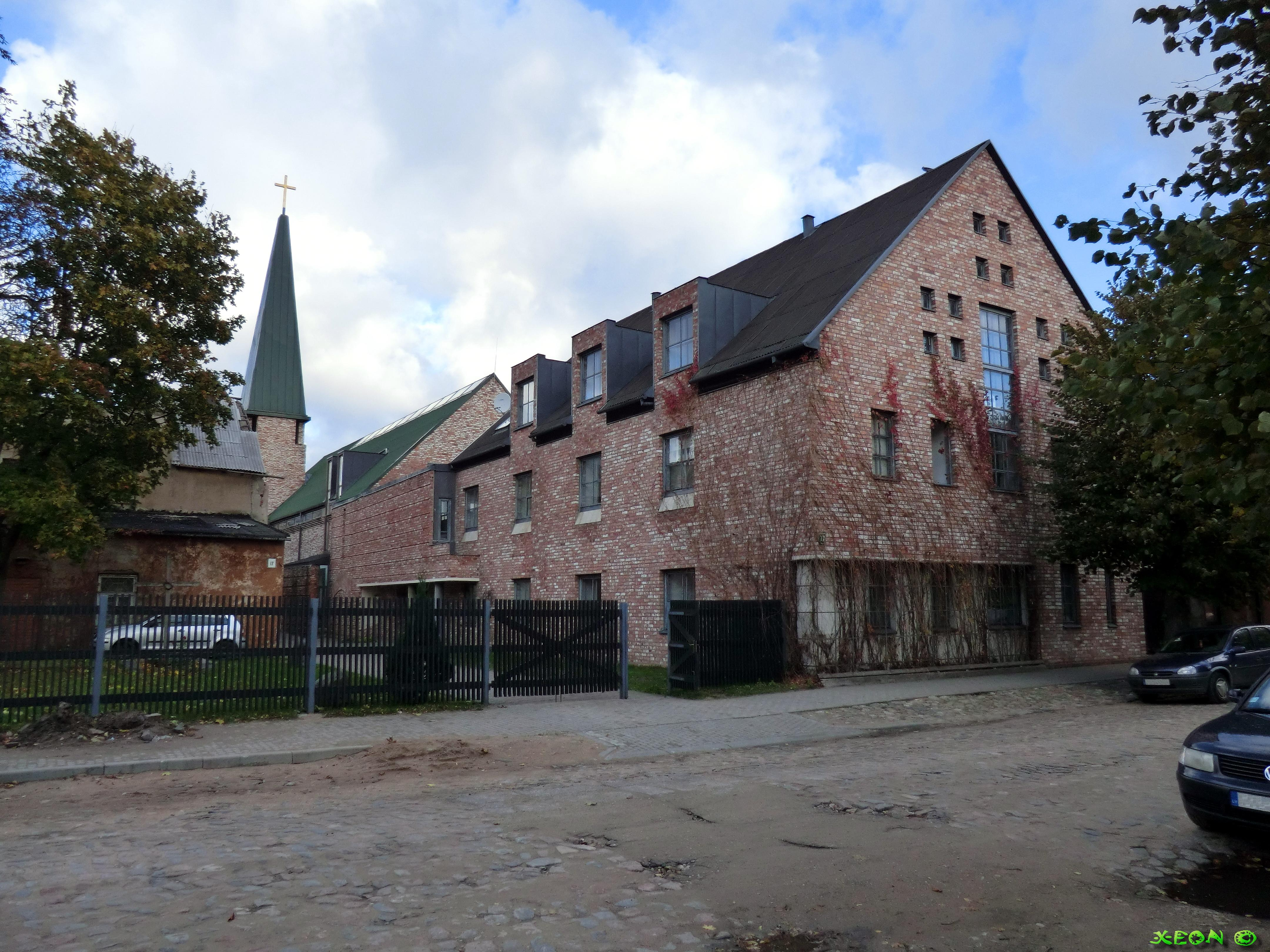
Monastère Saint-Dominique.

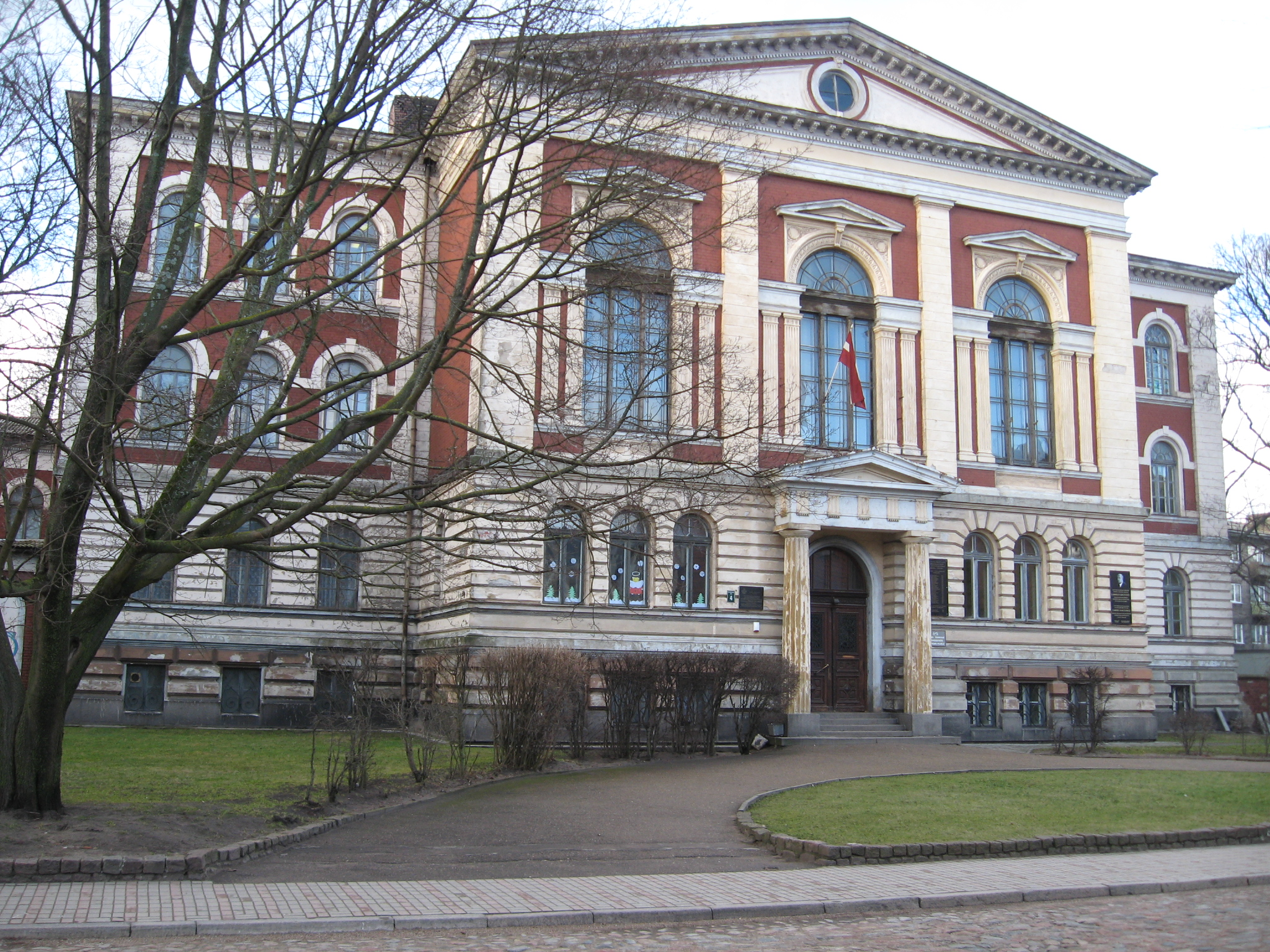
Le 4, rue Krišjāņa Valdemāra, où s'élève l'Université de Liepāja.

La rue Krišjāņa Valdemāra (en letton : letton : Krišjāņa Valdemāra iela), à l'origine appelée rue Vilhelmīnes, est une voie située dans le quartier de Vecliepāja. La  Krišjāņa Valdemāra est notamment bordée par la place Jāņa Čakste (lv). Cette rue commence à l'intersection avec la rue Graudu et se termine à l'intersection avec la rue Klaipeda. La longueur de la rue est d'environ 1 240 m. La ligne 1 de tramway traverse la rue. 
Les bâtiments se dressant de part et d'autre de la rue sont des maisons conçues en briques et en bois d'avant-guerre. La Faculté des sciences naturelles et techniques de l'Université de Liepāja est située au 4, rue Krišjāņa Valdemāra et le bâtiment de la 10e école secondaire J. Čakste (lv) est situé au 35-37 rue Krišjāņa Valdemāra. L'architecte Paul Max Bertschy a conçu entre-autres, les hôtels particuliers des 14 et 16 rue Krišjāņa Valdemāra, le lycée au 4 rue Krišjāņa Valdemāra et le bâtiment du 2 rue Krišjāņa Valdemāra.

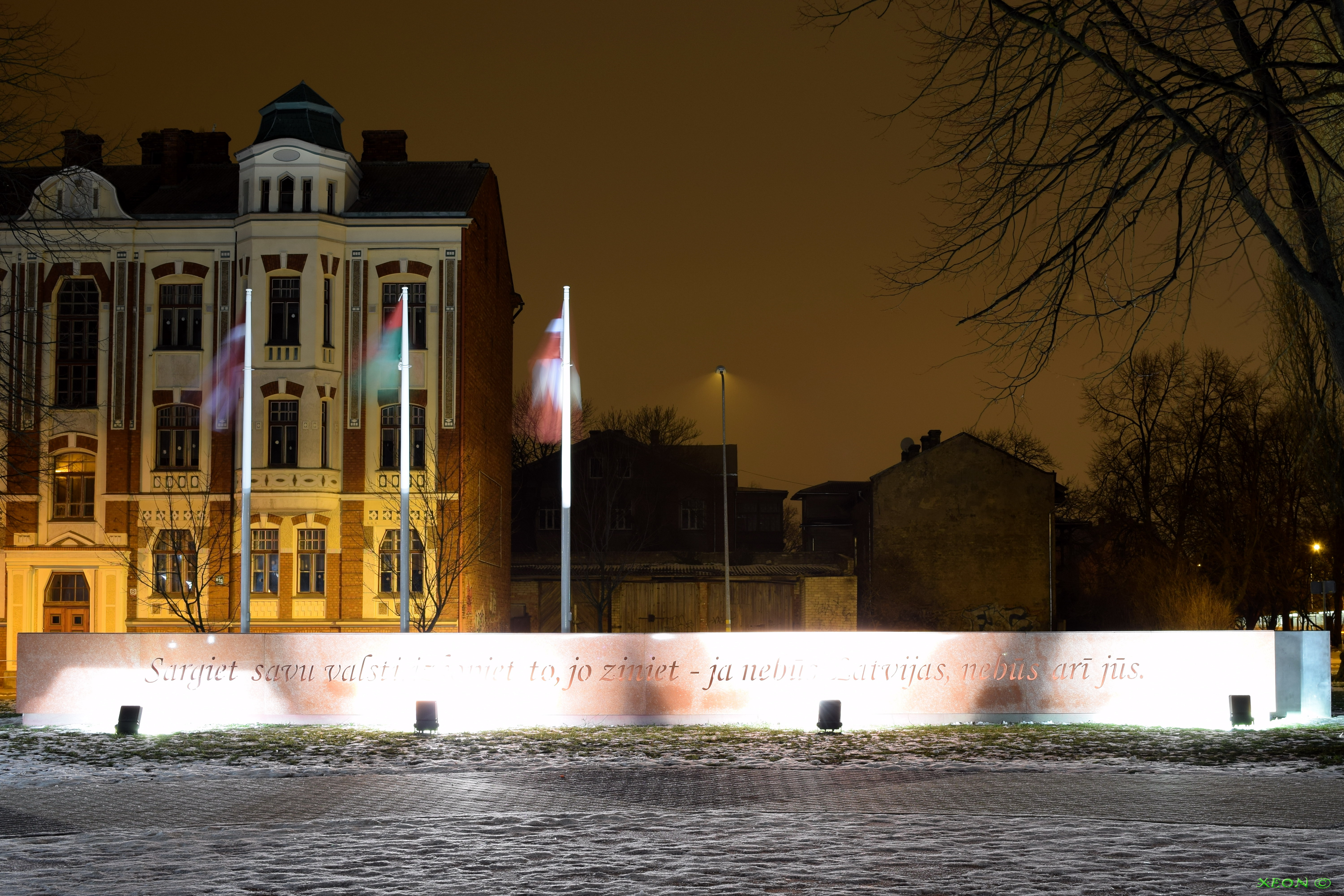
Place Jāņa Čakstes.
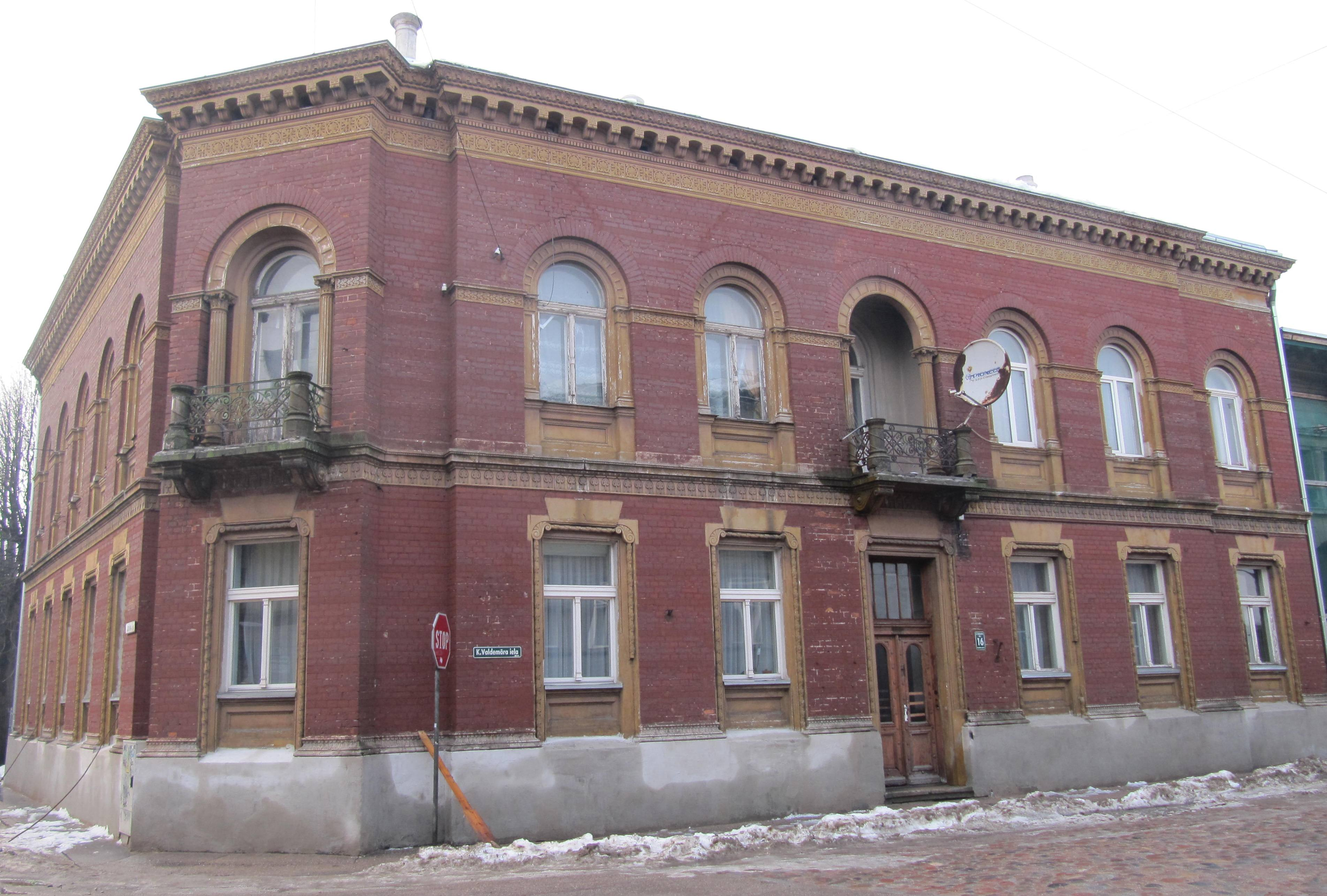
16, rue Krišjāņa Valdemāra.
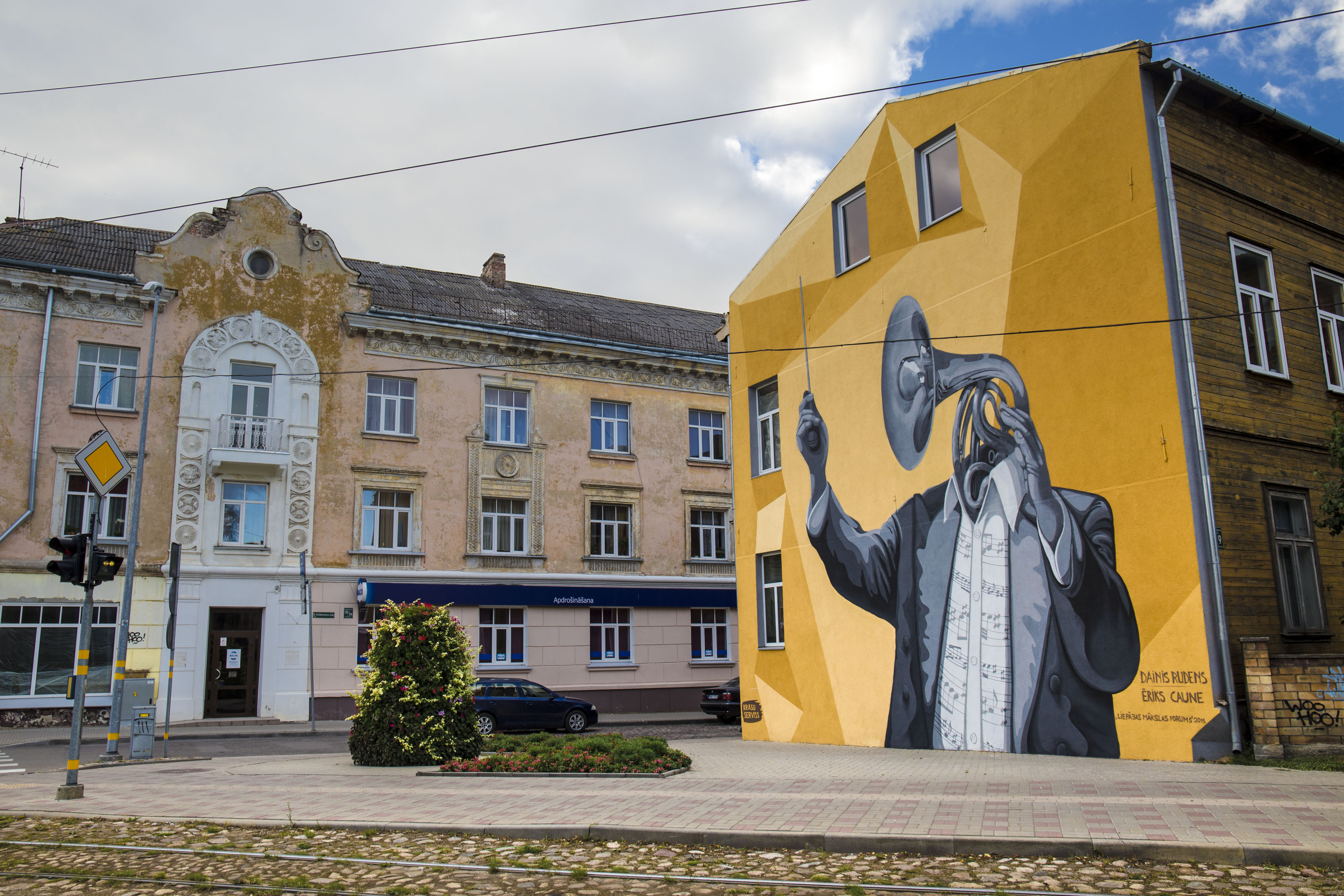
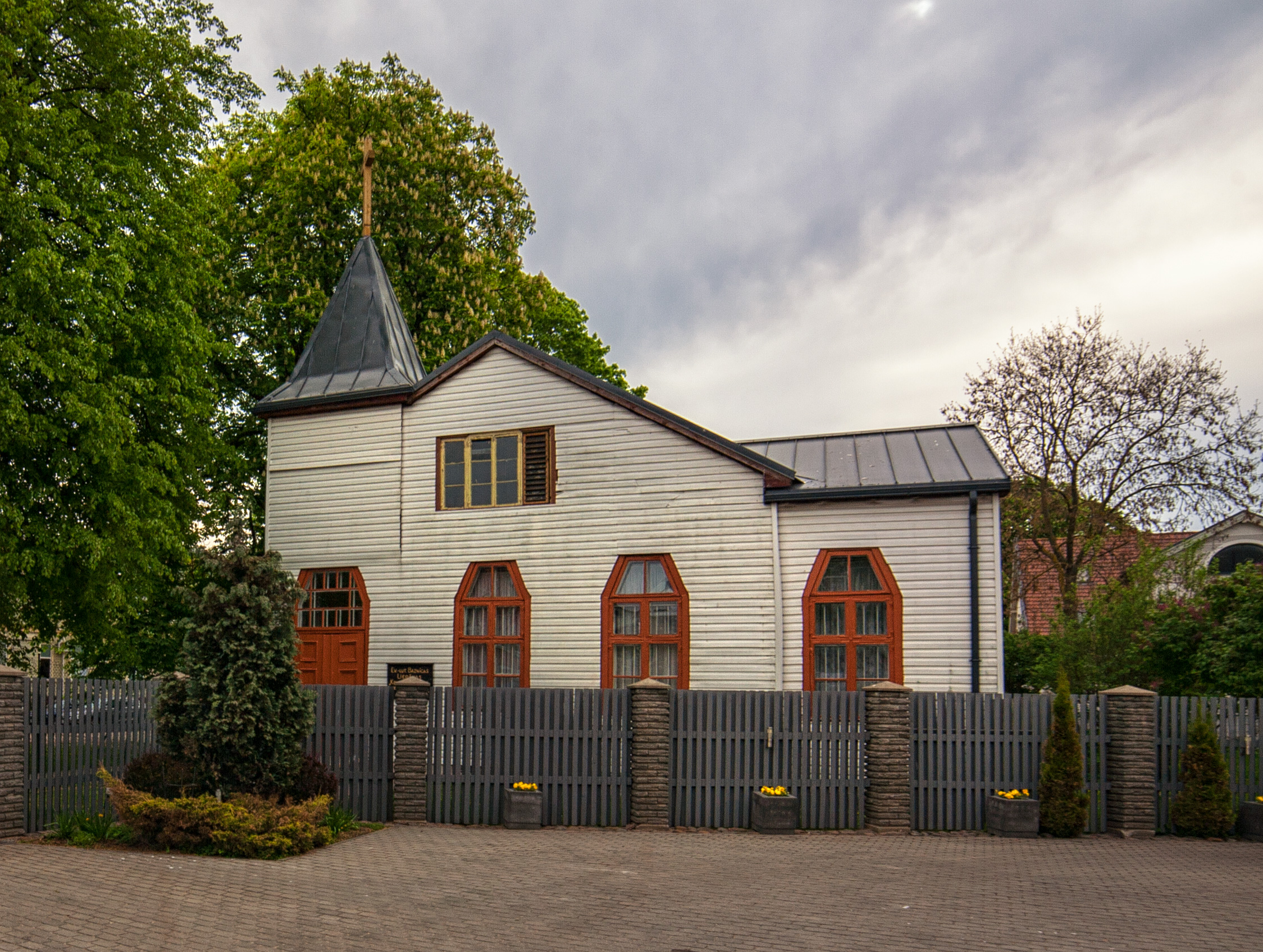
Église de la Croix.

## Histoire

### Moyen Âge
A l'origine Liepāja est un petit village de Courlande fondée par des pêcheurs couroniens à l'embouchure de la Lyva.
La ville est évoquée pour la première fois en 1253, alors qu'elle s'appelait Lyva.
L'ordre de Livonie, sous l'égide de l'ordre Teutonique, lui a donné les statuts de ville, sous le nom de Libau en 1263, nom qu'elle gardera jusqu'en 1919.
Le nom actuel, Liepāja, a commencé à être usité après 1560 par les quelques paysans lettons venus s'y installer.
En 1625, le duc Frédéric Ier de Courlande a accordé à Libau le droit d'être une ville à part entière, droit que le roi Sigismond Vasa de Pologne a approuvé en 1626.
En tant que petite ville portuaire non fortifiée dans la structure étatique de l'ordre de Livonie, Liwa (cette orthographe s'est établie au XIVe siècle) a été incendiée à plusieurs reprises par les Lituaniens, y compris en 1418.
Au XVe siècle, le bois, la viande, le poisson et le beurre transitaient par le port de Liwa.
Mais Liwa était à la traîne par rapport aux ports concurrents de Memel et Windau.

### Confédération de Livonie
Au XVe siècle, une partie de la route commerciale d'Amsterdam à Moscou passait par Līva, où elle était connue sous le nom de « route blanche vers Lyva portus ».
En 1520, la rivière Liva était devenue trop peu profonde pour une navigation facile et le développement de la ville déclina.

### Duché de Courlande
À la suite de la Réforme, deux communautés luthériennes ont émergé à Libau.
La congrégation de Sainte-Anne était composée de protestants de langue lettone, l'autre  Trinitatis était composée d'évangéliques de langue allemande.
En 1560, Libow fut cédée à la Prusse dans le cadre de la commanderie Grobiņa pendant près de 50 ans jusqu'en 1609.
En 1560, Gotthard Kettler, premier duc de Courlande, prêta tout le district de Grobiņa, y compris Libau, à Albert de Brandebourg-Ansbach.
Ce n'est qu'en 1609, après le mariage de Sofie Hohenzollern, princesse de Prusse, avec Guillaume Kettler , que le territoire revint au duché.
Pendant la guerre de Livonie, Libau fut attaquée et incendiée par les Suédois.
En 1625, le duc Friedrich Kettler de Courlande accorda à la ville les droits de cité, qui furent confirmés par le roi Sigismond III de Pologne en 1626, bien que l'autorité légale de Sigismond ait été discutable.
Sous le duc Jacob Kettler (1642-1681), Libau devint l'un des principaux ports de Courlande alors qu'elle atteignait l'apogée de sa prospérité.
En 1637, la colonisation de la Courlande commença à partir des ports de Libau et Ventspils (Windau).
Jacob Kettler était un ardent défenseur des idées mercantilistes.
Le travail des métaux et la construction navale se sont beaucoup  développés et les relations commerciales se sont développées non seulement avec les pays voisins mais aussi avec la Grande-Bretagne, la France, les Pays-Bas et le Portugal.
En 1697-1703, le canal du commerce fut creusé jusqu'à la mer et un port plus moderne fut construit.
En 1701, pendant la Grande Guerre du Nord, Libau fut capturée par Charles XII de Suède, mais à la fin de la guerre, la ville était revenue une possession polonaise.
En 1710, une épidémie de peste tua environ un tiers de la population.
En 1780, la première loge de la franc-maçonnerie , « Libanons », fut créée par le Grand Maître Ivan Elaguine au nom de la Loge provinciale de Russie ; il était enregistré sous le numéro 524 dans la Grande Loge unie d'Angleterre.

### Empire russe

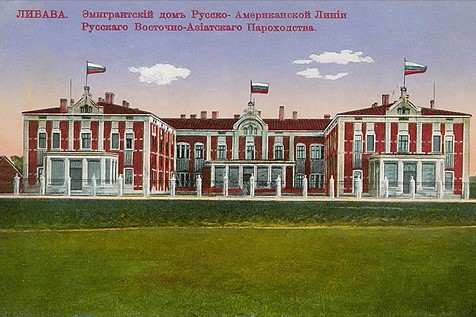
La Maison des émigrants de la Compagnie russe des navires à vapeur d’Asie de l’Est. Environ 500 000 personnes de l’Empire russe ont émigré aux États-Unis via Liepāja.

Libau et la Courlande sont passés sous administration russe en 1795 au cours de la partition de la Pologne. Libau faisant désormais partie du gouvernement de Courlande.
La croissance au XIXe siècle fut rapide. Pendant la guerre de Crimée, lorsque la Royal Navy britannique bloquait les ports russes de la Baltique, le port de Libau, très fréquenté mais encore non fortifié, fut brièvement conquis le 17 mai 1854 sans qu'un coup de feu ne soit tiré, par un équipage de 110 soldats du HMS Conflict et du HMS Amphion.
En 1857, un décret impérial prévoyait la construction d'un nouveau chemin de fer vers Libau.
Cette année-là, l'ingénieur Jan Heidatel (en) élabora un projet de reconstruction du port.
Entre 1861 et 1868, le projet fut réalisé, comprenant la construction d’un phare et de brise-lames.
Entre 1877 et 1882, fut publié le premier journal en langue lettone à Libau, c'était l'hebdomadaire politique et littéraire Liepājas Pastnieks.
Dans les années 1870, le développement rapide des chemins de fer russes, en particulier l'ouverture en 1871 de la gare de Liepāja et de la ligne de chemin de Libava-Kaunas puis en 1876 de la ligne Liepāja-Romny, garantissait qu'une grande partie du commerce de la Russie centrale passait par Libau.
En 1900, 7 % des exportations russes transitaient par Libau. La ville est devenue un port majeur de l'Empire russe sur la mer Baltique, ainsi qu'une station balnéaire populaire. Durant cette période d'expansion économique, l'architecte de la ville Paul Max Bertschy a conçu de nombreux bâtiments publics et privés de la ville, laissant ainsi une empreinte sur l'architecture que l'on peut encore voir aujourd'hui.
Sur ordre d'Alexandre III, Libau fut fortifiée pour la protéger contre d'éventuelles attaques allemandes.
Des fortifications ont ensuite été construites autour de la ville et, au début du XXe siècle, une importante base militaire a été établie à la limite nord. Elle comprenait d'importantes fortifications côtières et de vastes quartiers pour le personnel militaire. Dans le cadre du développement militaire, un port séparé a été creusé exclusivement à des fins militaires. Cette zone est devenue connue sous le nom de Kara Osta (port de guerre) et a répondu aux besoins militaires tout au long du XXe siècle.
Au début du XXe siècle, le port de Libau est devenu un point d'embarquement central pour les immigrants ,le plus souvent juifs, voyageant vers les États-Unis et le Canada. En 1906, la traversée maritime directe vers les États-Unis a été effectuée par 40 000 migrants. Simultanément, la première école russe de formation à la navigation sous-marine a été fondée. En 1912, l'un des premiers hydroaérodromes de Russie a été ouvert à Libau.
En 1913, 1 738 navires sont entrés à Libau, avec 1 548 119 tonnes de marchandises transitant par le port.
Sur une population totale de 43 734 habitants au tournant du XXe siècle, les protestants — allemands ou lettons — étaient au nombre de 19 988, suivis des Juifs (10 860), des orthodoxes — surtout russes ou lituaniens — (9 485) et des catholiques — surtout polonais ou lituaniens — (3 170).
La population se répartit en 1900 par groupe ethnique ou linguistique : Juifs : 10 860, Allemands : 10 210, Lettons : 9 945, Russes : 9 133, Lituaniens : 2 184, Polonais : 986, autres : 416.
La population est passée de 10 000 à plus de 100 000 habitants en 60 ans environ.

### Première Guerre mondiale et guerre d'indépendance
Elle est occupée à partir de mai 1915 par l'armée allemande. Le port est bombardé par les cuirassés de la marine impériale allemande à l'été 1915, au cours des combats pour la prise du golfe de Riga qui l'opposent à la marine impériale russe. La ville est occupée jusqu'à la fin de l'année 1918. S'ensuivent des combats entre bolcheviks et mercenaires allemands, anciens soldats démobilisés appuyés par une partie de la population locale, pour la course à l'indépendance. Pendant une courte période en 1919, alors que toute la Lettonie est occupée par les bolcheviks, Libau devient Liepāja et accueille le siège provisoire du gouvernement du pays. Les Germano-baltes sont presque tous chassés.

### Entre-deux-guerres
Pendant l’entre-deux-guerres, Liepāja était la deuxième grande ville de Lettonie. Dans le but de mettre Libau « sur la carte », le 31 janvier 1922, la Banque de Libau fut fondée avec un nouveau capital important, transformant l'ancienne Banque d’Échange de Libau qui appartenait à l’Association d'Échange de Libau, et elle devint finalement la quatrième plus grande banque par actions de Lettonie.
Cependant, lorsqu'une succursale de la banque a été ouverte à Riga, le centre de gravité des affaires s'est déplacé de Liepāja à Riga, de sorte qu'en 1923, sa « succursale » de Riga était responsable de 90 % du chiffre d'affaires.
Le consul allemand à Liepāja rapportait à l'époque que « Riga, le cœur économique du pays, attire toutes les affaires vers elle ».
Le gouvernement letton a ignoré les appels de l’Association d'Échange de Libau visant à faire échouer cette initiative.
En 1935, KOD (letton : Kara ostas darbnīcas) commença à fabriquer les avions légers KOD-1 et KOD-2 à Liepāja. Cependant, il est devenu évident cette année-là que le commerce avec l'Union soviétique nouvelle s'était pratiquement effondré.

### Seconde Guerre mondiale
La ville fait partie de la république socialiste soviétique de Lettonie à partir de 1940 pendant quelques mois.
Les ports de Liepāja et Ventspils étaient une cible de Joseph Staline.
Staline a signé le pacte Molotov-Ribbentrop en partie pour prendre le contrôle de ce territoire. Lorsque l’Union soviétique a occupé et annexé la Lettonie en 1940, elle a nationalisé les propriétés privées. Plusieurs milliers d'anciens propriétaires ont été arrêtés et déportés vers les camps du goulag en Sibérie
En 1941, Liepāja fut l'une des premières villes conquises par la 291e division d'infanterie de la Wehrmacht après que l'Allemagne nazie ait lancé l'opération Barbarossa contre l'Union soviétique.
La ville est assiégée entre le 22 et le 29 juin 1941.
Elle est occupée par l'armée allemande et redevient Libau.
La population juive locale, environ 7 000 personnes avant la guerre, fut presque totalement exterminée par les nazis et les collaborateurs locaux,.
Le plus important de ces meurtres en masse eut lieu dans les dunes de Šķēde au nord de la ville.
Moins de trente juifs étaient encore en vie à la fin de la guerre à Liepāja.
Des images filmées d'une exécution de Juifs locaux par des Einsatzgruppen ont été tournées à Liepāja. La plupart de ces massacres ont eu lieu dans les dunes de Šķēde, au nord de la ville.
Pendant la guerre, les équipages de sous-marins de la marine allemande reçurent leur entraînement aux torpilles à Liepāja.
Au cours de la période 1944-1945, alors que l'Union soviétique commençait son offensive sur la mer Baltique, Liepāja se trouvait dans la « poche de Courlande ». Elle fut occupée par l'Armée rouge le 9 mai 1945, à la suite de la reddition des nazis. Elle rentre dans le giron de l'URSS et reprend son nom letton.
Des milliers de Lettons se réfugient en Allemagne. La ville a été dévastée pendant la guerre et la plupart des bâtiments et des installations industrielles ont été détruits.

### RSS de Lettonie
Du 25 au 29 mars 1949, l'Union soviétique organisa, l’opération Priboï, une deuxième déportation de masse depuis Liepāja vers la Sibérie.
En 1950, un monument à Staline fut érigé sur la place de la gare de Liepāja. Le monument fut démantelé en 1958 après le congrès du Parti qui discuta des abus de Staline.
Entre 1953 et 1957, le centre-ville a été reconstruit sous la direction des architectes A. Krouglov et M. Žagare.
En 1952-1955, le bâtiment de l'Académie pédagogique de Liepāja a été construit sous la direction de A. Aivars. En 1960, le centre commercial Kurzeme a été ouvert. Sous l'administration soviétique, Liepāja était une ville fermée ; même les agriculteurs et les villageois locaux avaient besoin d'un permis spécial pour y entrer.
L'armée soviétique y a installé sa base navale de la baltique et ses entrepôts d'armes nucléaires.
La sablière de Beberliņš a été creusée pour extraire le sable utilisé pour la construction d'entrepôts souterrains. En 1967, les Soviétiques fermèrent complètement le port au trafic commercial. Un tiers de la ville était occupé par une base navale soviétique ; son effectif était de 26 000 militaires.
Le 14e escadron de sous-marins de la flotte de la Baltique de l'URSS (14 эскадрилья ЛиВМБ ДКБФ, indicatif d'appel « Комплекс ») y était stationné avec 16 sous-marins (types : 613, 629a, 651) ; tout comme le 6e groupe de ravitaillement arrière de la flotte de la Baltique et le 81e bureau d'études et centre de commandement de réserve de la même force.
En 1977, Liepāja a reçu l'Ordre de la révolution d'Octobre pour sa défense héroïque contre l'Allemagne nazie en 1941. Cinq habitants ont reçu le titre honorifique de Héros du travail socialiste : Anatolijs Filatkins, Artūrs Fridrihsons, Voldemārs Lazdups, Valentins Šuvajevs et Otīlija Žagata. En raison de la croissance rapide de la population de la ville, une pénurie d'immeubles d'habitation s'est ensuivie. Pour résoudre ce problème, le gouvernement soviétique a organisé le développement de la plupart des quartiers modernes de Liepāja : Dienvidrietumi, Ezerkrasts, Ziemeļu priekšpilsēta, Zaļā birze et Tosmare. La majorité des îlots urbains ont été construits en panneaux de béton armé dans le cadre de projets standards conçus par l'Institut d'État Latgyprogorstroy (Латгипрогорстрой). En 1986, le nouvel hôpital central de Liepāja (lv) a ouvert ses portes à Zaļa Birze

### Depuis 1990
Après que la Lettonie ait retrouvé son indépendance après la chute de l'Union soviétique, Liepāja a beaucoup œuvré pour se transformer d'une ville militaire en une ville portuaire moderne, apparaissant à nouveau sur les cartes européennes après le secret de la période soviétique. Le port de commerce a été rouvert en 1991 et en 1994, les dernières troupes russes ont quitté Liepāja. Depuis lors, Liepāja s'est engagée dans la coopération internationale, a été associée à plus de 10 villes jumelées et partenaires et elle est un partenaire actif dans plusieurs réseaux de coopération. Les installations sont améliorées. La ville abrite la plus grande flottille navale de Lettonie, les plus grands entrepôts de munitions et d'armes des États baltes et le principal centre d'approvisionnement des forces armées lettones.
L'ancienne ville militaire fermée a été transformée en quartier nord de Karosta (lv), occupant un tiers de la superficie de la ville de Liepāja et attirant les touristes vers les vestiges de l'ère militaire.
Au début du XXIe siècle, de nombreux projets de construction ambitieux étaient prévus pour la ville, notamment une base militaire de l'OTAN et le Baltic Sea Park, conçu pour devenir le plus grand parc d'attractions des États baltes.
La plupart des projets n'ont pas encore été réalisés en raison de facteurs économiques et politiques. Le réseau de chaleur de Liepāja a été rénové avec la coopération d'entreprises françaises et russes : respectivement Dalkia et Gazprom. En 2006, la reine Beatrix des Pays-Bas, descendante directe de Jacob Kettler, s'est rendue à Liepāja.
En 2010, la centrale de cogénération au charbon de 400 MW a été construite à Liepāja avec l'aide financière du gouvernement.
En 2013, Liepaja a aussi mis en service la centrale de cogéneration à biomasse produisant 14,3 MW.

## Population

### Évolution démographique
| 1840   | 1897   | 1939   | 1959   | 1970   | 1979    |
| ------ | ------ | ------ | ------ | ------ | ------- |
| 10 992 | 64 489 | 53 000 | 71 464 | 92 884 | 107 663 |

| 1989    | 2000   | 2011   | 2022   | - | - |
| ------- | ------ | ------ | ------ | - | - |
| 114 462 | 89 448 | 76 731 | 67 360 | - | - |

### Composition ethnique
| Composition ethnique de la population de Liepāja en en 1989 et 2022,. |             |            |             |            | |
| Ethnie                                                                | 1989        | 1989       | 2022        | 2022       | Diagramme |
| Ethnie                                                                | Pourcentage | Population | Pourcentage | Population | Diagramme |
| Russes                                                                | 43,08 %     | 49316      | 27.23%      | 18 342     | Groupes ethniques en 2020 - Russes (27,23 %) - Lettons (59,61 %) - Lituaniens (2,87 %) - Biélorusses (2,98 %) - Ukrainiens (4,42 %) - Polonais (0,93 %) - Autres (1,99 %) |
| Lettons                                                               | 38,81%      | 44 432     | 59.6%       | 40 156     | Groupes ethniques en 2020 - Russes (27,23 %) - Lettons (59,61 %) - Lituaniens (2,87 %) - Biélorusses (2,98 %) - Ukrainiens (4,42 %) - Polonais (0,93 %) - Autres (1,99 %) |
| Polonais                                                              | 1,13%       | 1 298      | 0,93%       | 6251       | Groupes ethniques en 2020 - Russes (27,23 %) - Lettons (59,61 %) - Lituaniens (2,87 %) - Biélorusses (2,98 %) - Ukrainiens (4,42 %) - Polonais (0,93 %) - Autres (1,99 %) |
| Biélorusses                                                           | 4,95%       | 5 668      | 2.98%       | 2 007      | Groupes ethniques en 2020 - Russes (27,23 %) - Lettons (59,61 %) - Lituaniens (2,87 %) - Biélorusses (2,98 %) - Ukrainiens (4,42 %) - Polonais (0,93 %) - Autres (1,99 %) |
| Ukrainiens                                                            | 7,52%       | 8611       | 4.42%       | 2 979      | Groupes ethniques en 2020 - Russes (27,23 %) - Lettons (59,61 %) - Lituaniens (2,87 %) - Biélorusses (2,98 %) - Ukrainiens (4,42 %) - Polonais (0,93 %) - Autres (1,99 %) |
| Lituaniens                                                            | 2,33%       | 2 663      | 2.9%        | 1 957      | Groupes ethniques en 2020 - Russes (27,23 %) - Lettons (59,61 %) - Lituaniens (2,87 %) - Biélorusses (2,98 %) - Ukrainiens (4,42 %) - Polonais (0,93 %) - Autres (1,99 %) |
| Autres                                                                |             |            | 1.99%       | 1 342      | Groupes ethniques en 2020 - Russes (27,23 %) - Lettons (59,61 %) - Lituaniens (2,87 %) - Biélorusses (2,98 %) - Ukrainiens (4,42 %) - Polonais (0,93 %) - Autres (1,99 %) |
| Total                                                                 | 100%        | 114 486    | 100%        | 67 360     | Groupes ethniques en 2020 - Russes (27,23 %) - Lettons (59,61 %) - Lituaniens (2,87 %) - Biélorusses (2,98 %) - Ukrainiens (4,42 %) - Polonais (0,93 %) - Autres (1,99 %) |

## Économie

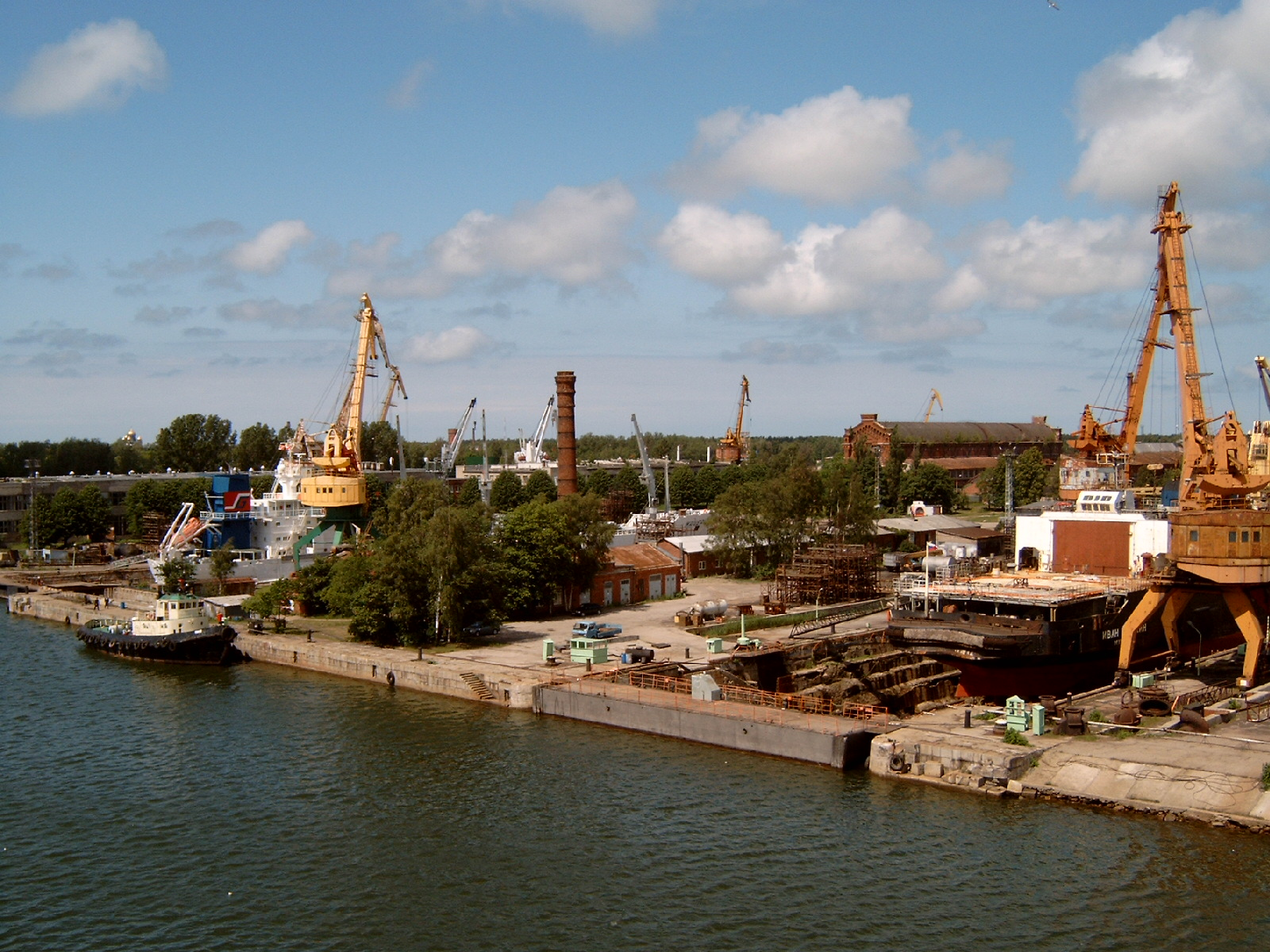
Chantier naval de Tosmare.

Liepāja est un port dont les eaux sont toujours libres des glaces, ce qui le rend très actif. La ville dispose d'industries métallurgiques, sucrières et textiles. Elle dispose aussi de chantiers navals et sert de point pour des exportations de nourriture et de bois (la Lettonie est couverte à presque 50 % de forêts).
L'importance de l'industrie métallurgique a donné son nom à l'équipe de hockey et de football de la ville : les Metalurgi.
Après l'effondrement de l'économie planifiée centralisée de l'URSS, Liepāja a dû faire face à des problèmes d'infrastructure.
La zone économique spéciale de Liepāja (Liepāja SEZ) a été créée, afin de dynamiser l'incubation et le développement d’entreprises dans la ville, .
Conformément à la loi, la ZES de Liepāja a été créée le 1er mars 1997 et existera jusqu'au 31 décembre 2035. L'objectif de la ZES de Liepāja est de développer un environnement d’affaires, la production, le trafic maritime et aérien, ainsi que le commerce international à travers la Lettonie.
L'objectif de la ZES de Liepāja est d'attirer des investissements pour l'expansion de la production et des infrastructures, ainsi que de créer de nouveaux emplois et d'assurer le développement de la région. Initialement, la croissance des investissements a été lente en raison du manque de main-d'œuvre qualifiée, mais le programme s'est avéré efficace, car des tendances positives dans la création de nouvelles entreprises ont été observées.
Après avoir rejoint l’Union européenne en 2004, de nombreuses entreprises ont été confrontées à des réglementations européennes strictes et à une concurrence intense. En 2007, les sociétés « Liepājas cukurfabrika » et « Liepājas šerkočini » ont été fermées, et « Līvu alus », « Liepājas maiznieks » et « Lauma » ont été vendues à des investisseurs. En 2013, la société de production d'acier Liepājas Metalurgs a fait faillite, ce qui a provoqué l'une des plus grandes pertes économiques de l'histoire moderne de la Lettonie, coûtant à l'État environ 230 millions de lats (327 millions d'euros),.
De nos jours, le développement économique de la ville repose principalement sur la Zone Économique Spéciale de Liepāja, le port de Liepāja et les entreprises qui y sont implantées.
En 2021, les entreprises de Liepāja ayant réalisé le chiffre d'affaires le plus important étaient TOLMETS, AE Partner et Jensen Metal.
En 2022, la construction d'un nouveau terminal pour l'exportation d'eau potable provenant de puits profonds à Liepāja a commencé près du pont-levis de Karosta.
Les développeurs du projet sont la SIA « EIPU », qui entretient des relations avec les propriétaires de la SIA « Lielbātas omēs », qui ont réussi à attirer des investisseurs.
Le terminal comprendra deux réservoirs d'eau couverts de 30 000 tonnes et un réservoir de stockage d'eau de 21 600 mètres cubes.
Le coût total de la construction devrait atteindre 30 millions d'euros et la construction devrait être achevée en 2024.

## Culture

### Arts visuels
La scène artistique de Liepāja a une longue et riche tradition.
L'œuvre d'art la plus ancienne et la plus remarquable de Liepāja est l'autel de l'église Sainte-Anne (lv), construite en 1697.
L'œuvre d'art la plus importante du XVIIIe siècle est l'orgue de la Cathédrale de la Sainte Trinité.
La décoration intérieure de la cathédrale est aussi remarquable, les ornements en plâtre (1762) et le retable de l'autel œuvre typique du baroque tardif, les peintures des colonnes, des murs et des plafonds, les vitraux.
Les œuvres des maîtres des arts appliqués se trouvent au musée de Liepāja. Il y a des châssis de porte du XVIIIe siècle de la maison du 13 rue Stendera et des œuvres de fondeurs d'étain. La sculpture la plus remarquable du XIXe siècle est celle de Fabiani pour la chapelle du vieux cimetière (lv).
Dans le cimetière du Nord (lv), il y a un monument à la mémoire des soldats morts pendant la guerre d'indépendance de la Lettonie, il y a également un monument commémoratif au colonel Oskars Kalpaks (lv) sur son premier lieu de sépulture.
Dans la section funéraire juive du cimetière de Līva de Liepāja, il y a un monument à la mémoire des soldats juifs morts pendant la guerre d'indépendance de la Lettonie.
Dans le parc de Jurmala (lv), il y a un monument aux marins et pêcheurs morts en mer (lv) et au rassemblement du 16 janvier 1905.
À proximité se trouve un monument au poète Mirdza Ķempe. Jusqu'à la restauration de l'indépendance, la ville comptait plusieurs monuments érigés pendant l'occupation soviétique, dont le monument aux défenseurs de Liepāja de 1941 est resté en place jusqu'à son démantèlement en 2022,.
Depuis 1996, la ville est décorée de sculptures commémoratives sur la rivière Līva, créées lors d'un atelier plénier dirigé par Ģirts Burvis.
L'hymne de Liepāja « Dans la ville où est né le vent » est représenté par des sculptures en bronze sur toute la longueur de la perspective de Kūrmāja,.

### Théâtre
La Société dramatique lettone de Liepāja a été fondée en 1907.
En mars 1907, elle fonda, avec d'autres sociétés, le Théâtre letton de Liepāja, aujourd'hui Théâtre de Liepāja, qui est le plus ancien théâtre professionnel letton encore existant.
En 1918, le théâtre a déménagé dans ses locaux actuels, le Théâtre municipal, dans l'actuelle rue Teātra.

### Musique
Liepāja est connue comme la capitale musicale de la Lettonie.
L'Orchestre Symphonique de Liepāja, le plus ancien orchestre des États baltes, se produit à Liepāja. Il reste le seul orchestre professionnel de Lettonie en dehors de Riga.
Liepāja abrite des groupes tels que Līvi, Credo, 2xBBM et Tumsa, ainsi que des compositeurs tels que Zigmars Liepiņš, Jānis Lūsēns et Uldis Marhilēvičs.
Des festivals de musique tels que Summer Sound, International Star Festival, Via Baltica Festival, International Organ Music Festival, entre autres, y sont organisés.
De 1964 à 2006, Liepājas Dzintars, le festival de musique populaire le plus ancien et le plus riche en traditions de Lettonie, s'est tenu dans le parc de concerts Pūt, vējiņi.

## Sports
La première patinoire de hockey sur glace construite en Lettonie pendant les années d'indépendance a été ouverte à Liepāja en 1998. Elle accueille régulièrement des matchs de hockey sur glace, dont deux matchs du championnat du monde de hockey sur glace.
Le HK Liepājas Metalurgs est l'équipe basée à la  Patinoire du centre olympique.
L'équipe a remporté huit médailles d'or au championnat de Lettonie et a également remporté le tournoi 2002 de la Ligue d'Europe de l'Est de hockey sur glace.
En raison de problèmes au sein de l'entreprise métallurgique, l'équipe de hockey a cessé ses activités à l'été 2013.
En 2014, le HK Liepāja a été fondé et il est devenu champion de la Ligue supérieure de hockey de Lettonie lors de la saison 2015-2016.
En janvier 2014, le FK Liepājas Metalurgs a cessé ses activités et a été remplacé par le FK Liepāja, devenu champion de Lettonie en 2015. Le club est basé au Stade Daugava (lv).
Liepāja abrite le club de la Ligue lettone de basket-ball Betsafe/Liepāja.
Le 2 août 2008, une nouvelle arène sportive polyvalente, le Centre olympique de Liepāja (lv) a été officiellement inaugurée.
Elle est l’un des complexes sportifs et culturels polyvalents les plus modernes de Lettonie. Liepāja accueille régulièrement divers événements sportifs, tels que la Coupe du monde de basket-ball FIBA et championnat d’Europe de basket-ball EuroBasket, et les matchs des sous-groupes A et B du Championnat d'Europe de basket-ball féminin 2009 ont été disputés au Centre olympique de Liepāja.
L'étape Rallye Liepāja-Ventspils du Championnat d'Europe des rallyes, la Compétition Internationale de Planche à Voile et d'autres sont également organisées.

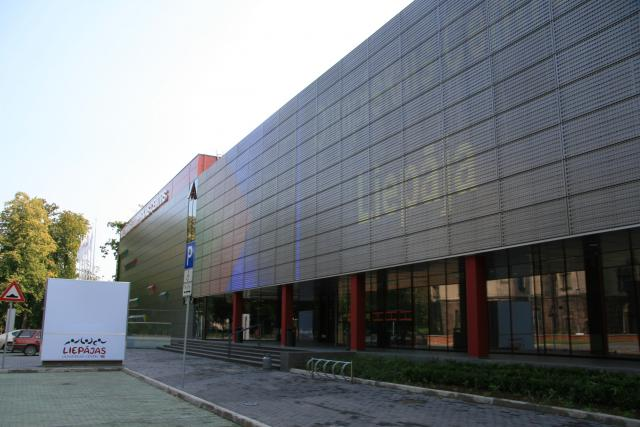
Centre olympique.
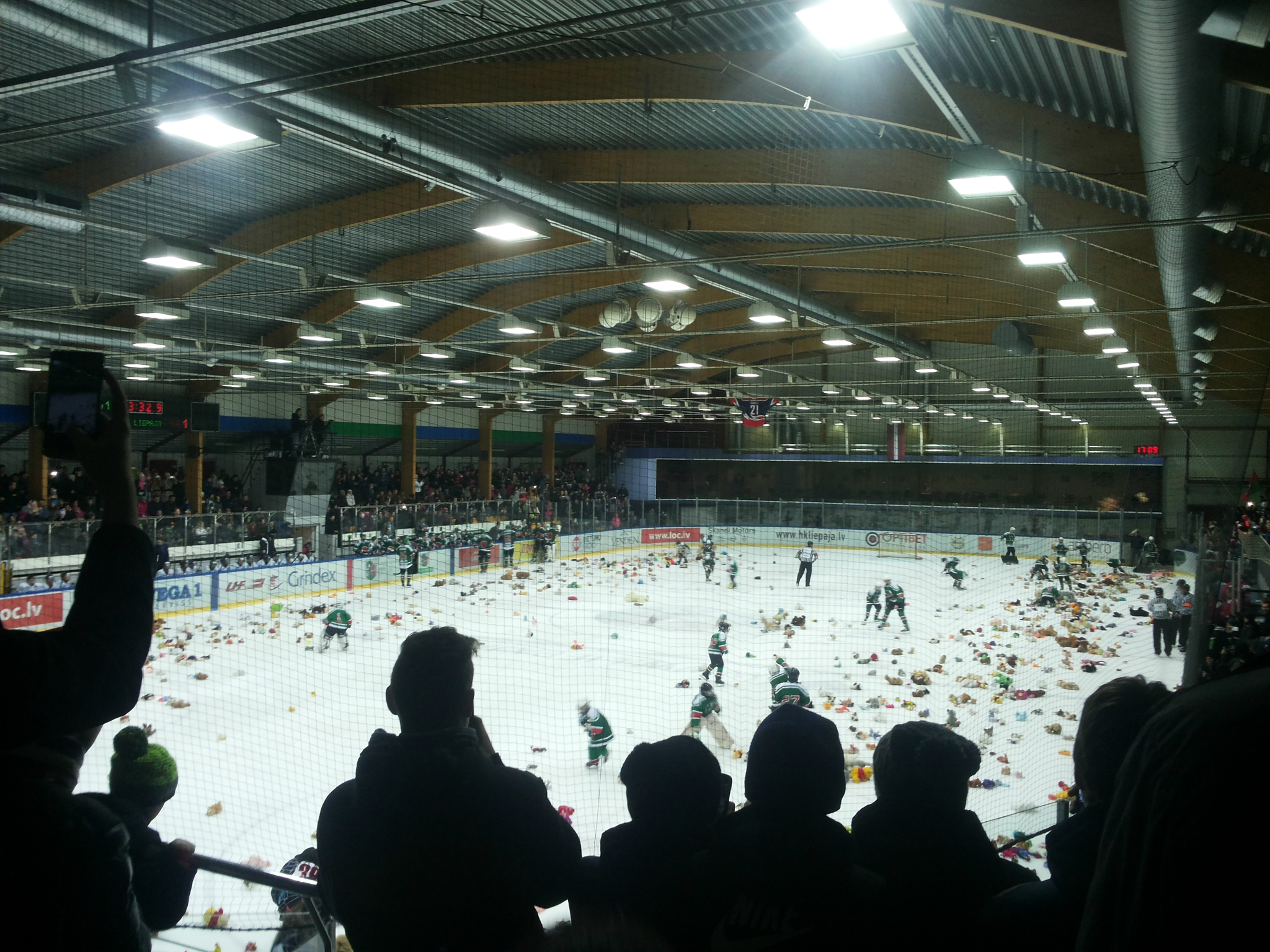
Patinoire du centre olympique.
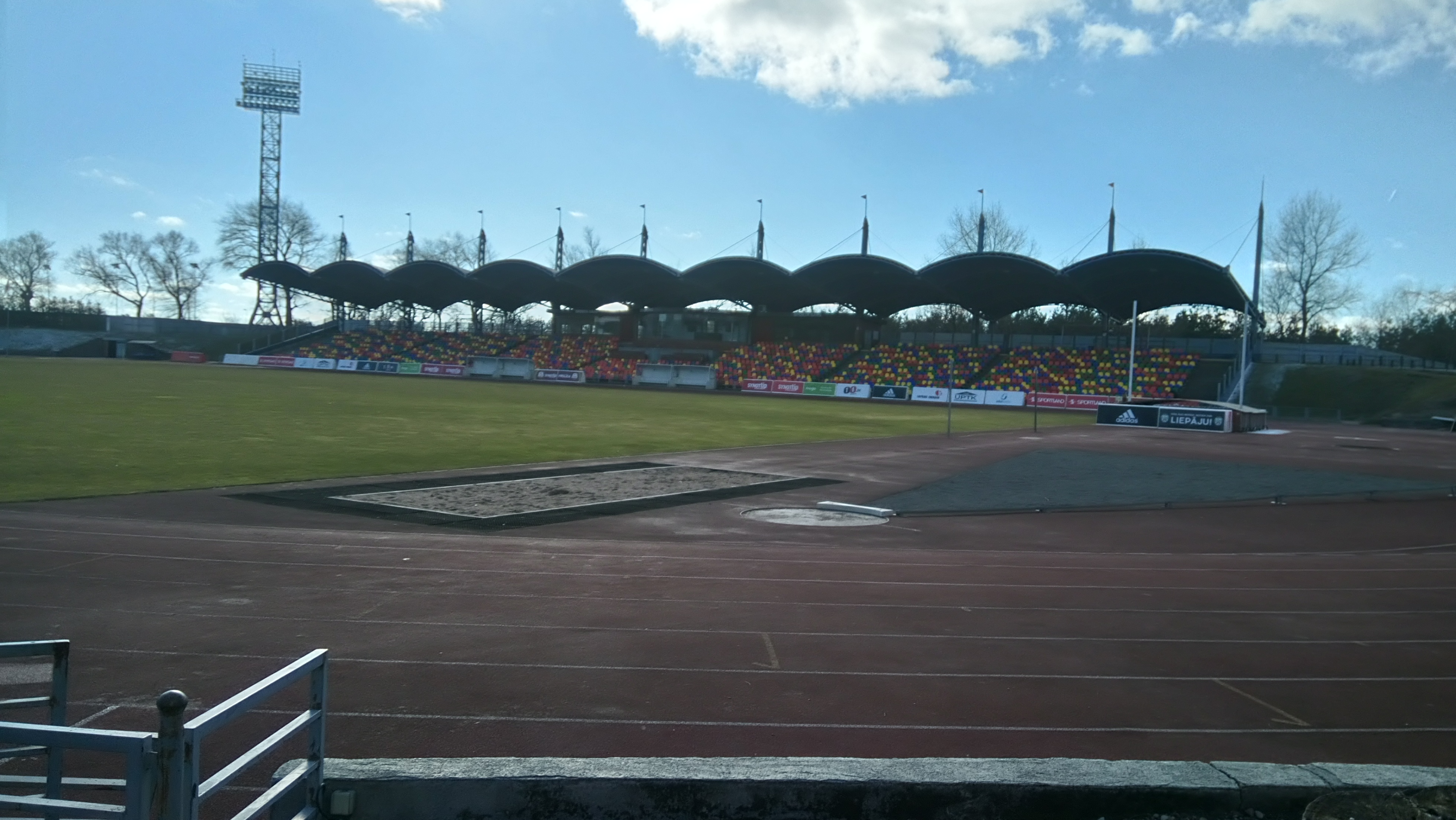
Stade Daugava.

## Transports

### Transports maritimes
Le canal du commerce traverse la ville entre la mer Baltique et le lac Liepāja.Le port d'hiver est situé dans le canal commercial et dessert les petits bateaux de pêche locaux ainsi que les cargos moyens.
Reliant le port de Liepāja et Travemünde la « Stena Vinga » circule quotidiennement depuis 2021.

### Transports routiers
La ville est reliée par deux routes nationales principales :  (Skulte - Liepāja) et   (Liepāja - Frontière entre la Lettonie et la Lituanie).
Elle est aussi desservie par la  et la V 1188.
Liepāja dispose de liaisons directes en bus avec Riga, l'aéroport international de Riga, Ventspils, Jelgava, Klaipėda et d'autres destinations à l'intérieur du pays et en Lituanie voisine.

### Transports ferroviaires

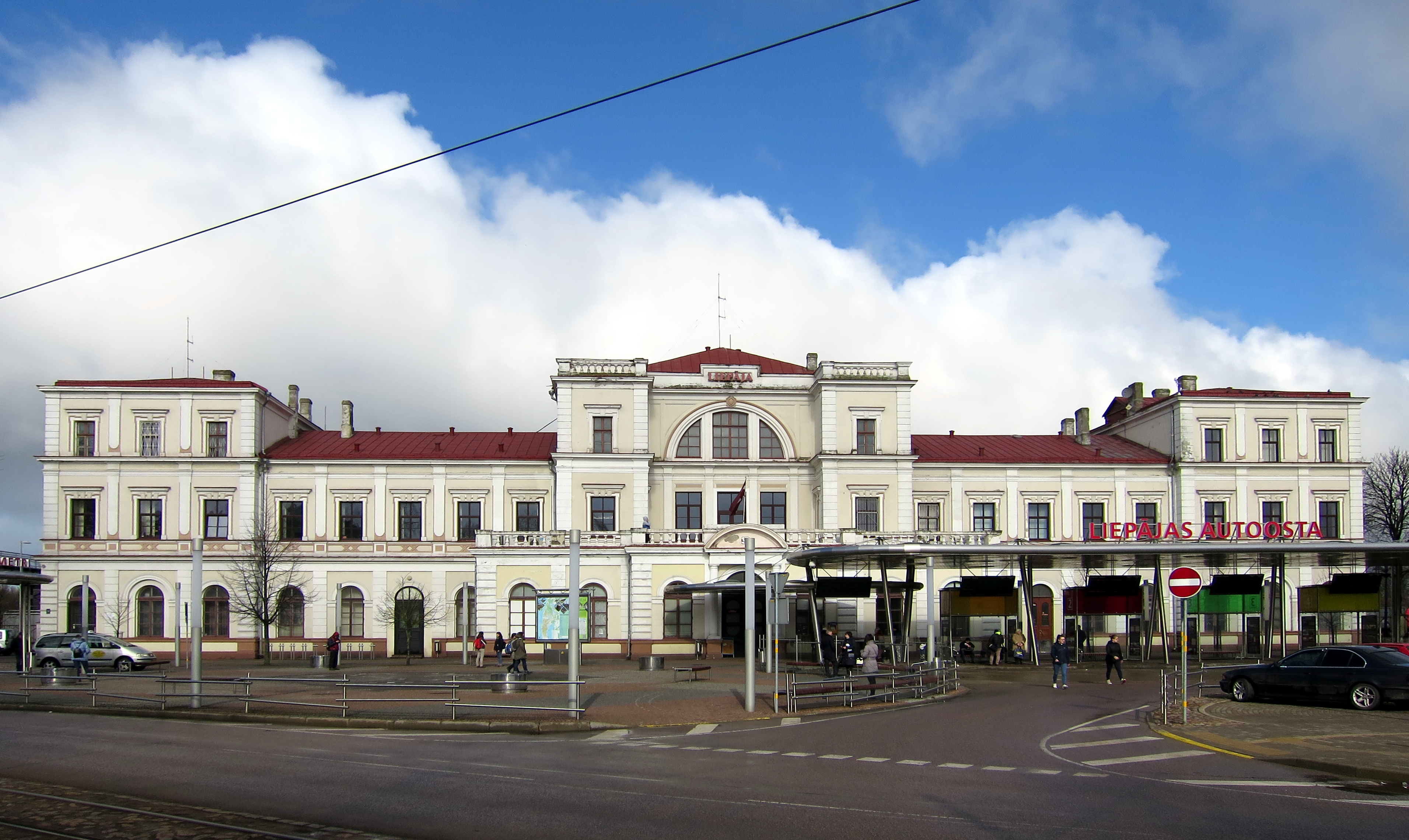
Gare de Liepāja

Depuis le 15 février 2010, le trafic de passagers sur la ligne ferroviaire à destination de la gare de Riga n'a lieu que le vendredi/dimanche (Riga-Liepāja) et le samedi/lundi (Liepāja-Riga).

### Transports locaux
Le tramway de Liepāja comporte une ligne unique, longue de 6,9 kilomètres et desservant 15 arrêts.
En 2013, la ligne de tramway a été prolongée de 1,7 km du micro-raïon du Sud-Ouest (Klaipedas iela) jusqu'au micro-district d'Ezerkrasta avec un rond-point au bout de Mirdzas Ķempe iela.
Le système de transport de Liepāja comprend 31 lignes de bus (dont 5 itinéraires relient Grobiņa).

### Transport aérien
L'aéroport de Liepāja (LPX) est situé à 7 km à l'est de la ville sur un site de 217 hectares.
En août 2008, l'aéroport international de Liepaja assurait des liaisons aériennes avec quatre villes - Riga, Copenhague, Hambourg et Moscou, mais pendant la crise financière et administrative, les vols réguliers depuis l'aéroport de Liepaja ont été interrompus et l'aéroport international de Palanga s'est développé comme une plaque tournante du trafic aérien.
L'aéroport a rouvert ses portes le 26 mai 2016 après rénovation.
En 2017, les vols réguliers d’Air Baltic de Liepāja à Riga ont été rétablis, mais ils ont été annulés en raison de la pandémie de COVID-19.
À l'été 2023, les vols réguliers n'avaient pas repris.

## Architecture
L'architecture de Liepāja présente des bâtiments de différents siècles : bâtiments en bois du XVIIe siècle, architecture en brique, bâtiments de l’éclectisme et de l’Art nouveau du tournant des XIXe et XXe siècles, ainsi que de certains bâtiments de l'entre-deux-guerres, fonctionnalisme de l'ère soviétique, et architecture contemporaine.
De nombreux bâtiments ont été détruits pendant la Seconde Guerre mondiale, ce qui a entraîné la destruction de la quasi-totalité de la zone bâtie de la ville entre le canal du commerce et la  place des Roses (lv), soit plus de 100 bâtiments.
Le développement de Liepāja a été déterminé par les conditions économiques, initialement par la création du port de Liepāja, et plus tard, à partir de la fin du XIXe siècle, par le développement industriel.

### Architecture ancienne
Liepāja a connu sa première période de construction et de prospérité architecturale aux XVIIe et XVIIIe siècles. Le développement de l'architecture et des styles artistiques des bâtiments s'est reflété dans les maisons des habitants les plus riches, où l'on retrouve, entre-autres, le maniérisme, le baroque ou le classicisme.
Les gens ordinaires construisaient leurs maisons en utilisant des méthodes de construction traditionnelles typiques de la campagne.
Le type de bâtiment le plus ancien de Liepāja est une maison en rondins de bois sur un socle bas en pierre avec un toit de tuiles. Ce type de bâtiment se trouve dans la rue Kungu, qui était la rue principale de la ville au XVIIe siècle.
Le bâtiment du 24 rue Kungu est remarquable pour avoir reçu la visite du tsar Pierre Ier de Russie en 1697, tandis que le bâtiment voisin du 26 rue Kungu a été visité par le roi Charles XII de Suède en 1700.
D'autres bâtiments remarquables sont ceux du 6 rue Lielā, du 3 rue Kungu, du 13 rue Stendera et les entrepôts des 1 et 2 rue Jāņa et des 4/6 et 10/12 rue Zivju. Après plusieurs tentatives infructueuses de construction d'un port au cours du siècle précédent, le canal du commerce fut creusé en 1703, ce qui contribua à la croissance de la ville. A cette époque, les entrepôts portuaires étaient construits en bois, caractérisés par un socle haut aménagé en demi sous-sol.
La plupart des entrepôts les plus anciens étaient concentrés dans la rue Jūras, dont l'un a été transféré au Musée en plein air dans les années 1930, tandis que les autres n'ont pas survécu.
Les bâtiments résidentiels de la zone portuaire étaient très petits et très proches les uns des autres.
En 1848, la ville comptait 664 bâtiments, dont seulement 46 étaient en pierre.
Bien que des bâtiments en bois aient été construits, les plus luxueux étaient construits avec des extensions de toit et des portes ornées, des lambris et des poêles magnifiquement peints. Le bâtiment le plus orné de Liepāja au XVIIIe siècle était la  cathédrale de la Sainte-Trinité.

### Paul Max Bertchy
Avec la construction de la route de Grobiņa en 1841 et du chemin de fer Liepāja-Romny dans les années 1870, la ville s'est beaucoup transformée.
Cela a été encore marqué par la nomination de Paul Max Bertschy comme premier architecte de la ville en 1871. Les maisons construites par Bertchy constituent la partie la plus remarquable des bâtiments historiques de Liepāja.
Le large éventail d'œuvres de Bertchy comprend, entre-autres, l'usine d'hydrocarbures et l'usine de linoléum, les hôtels particuliers des 14 et 16 rue Krišjāņa Valdemāra, le 15 rue Peldu, les immeubles d'habitation au 44 rue Peldu, l'institution balnéaire de Peldu dans le parc de Jurmala, le complexe hospitalier. dans la rue Dārtas, le gymnase au 4 rue Krišjāņa Valdemāra, le café au 2 rue Krišjāņa Valdemāra, l'Église Sainte-Anne de Liepāja (lv), l'hôtel de Rome.
Ses bâtiments en briques rouges sont également bien connus. L'architecture de cette période utilise des boiseries de grande qualité, comme les portes. Les escaliers peints sont remarquables, non seulement dans les maisons luxueuses, mais aussi dans les immeubles ouvriers situés au 6 rue Palmu, au 9 rue Avotu, au 28 rue Republikas et au 21 rue Kuršu.

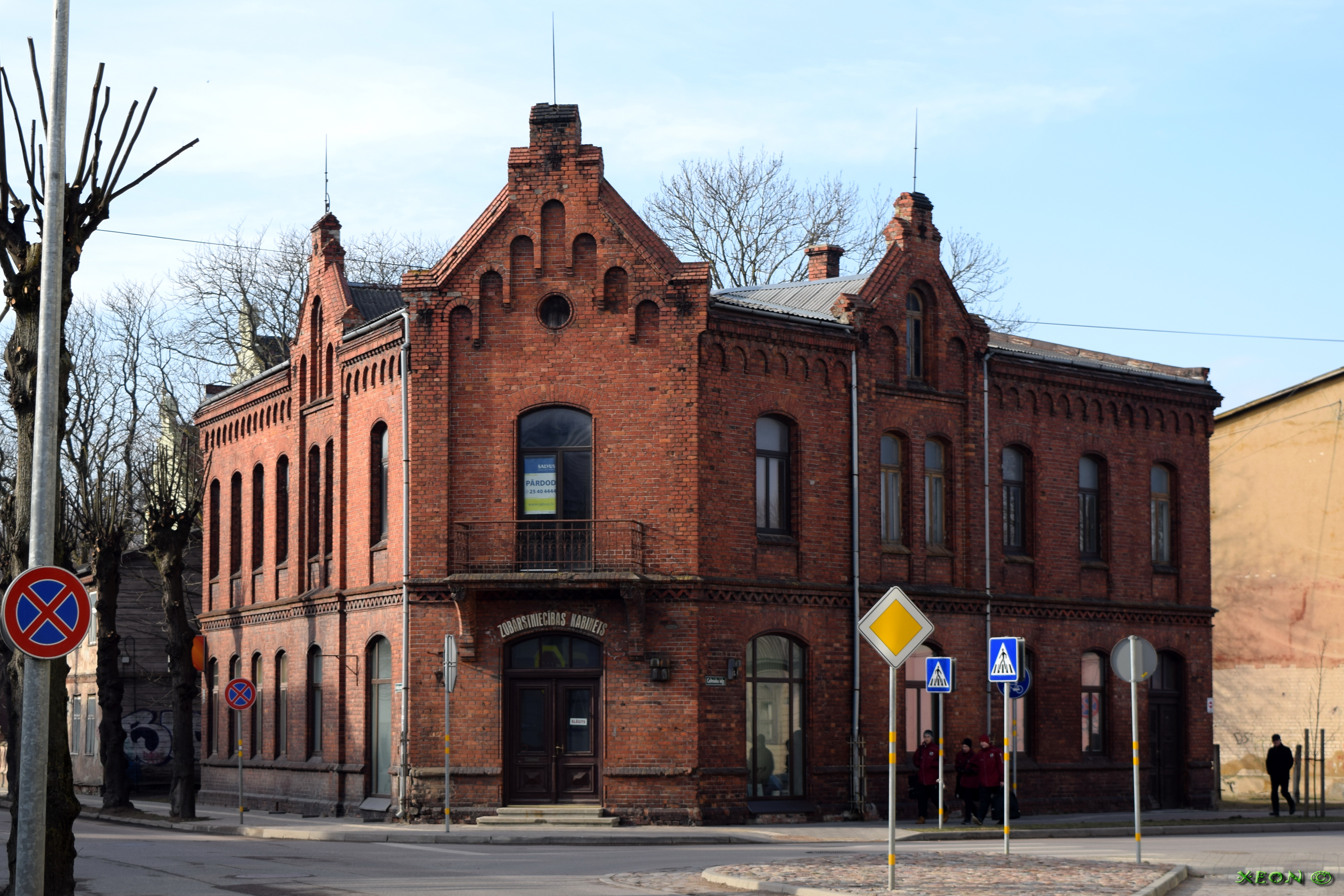
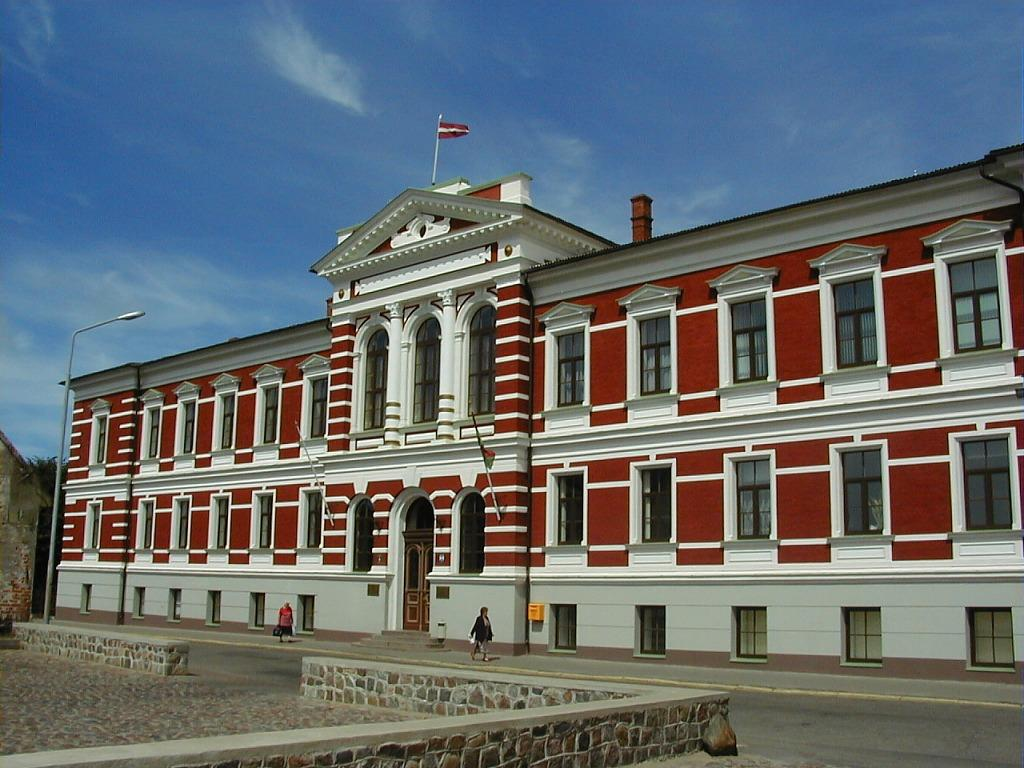
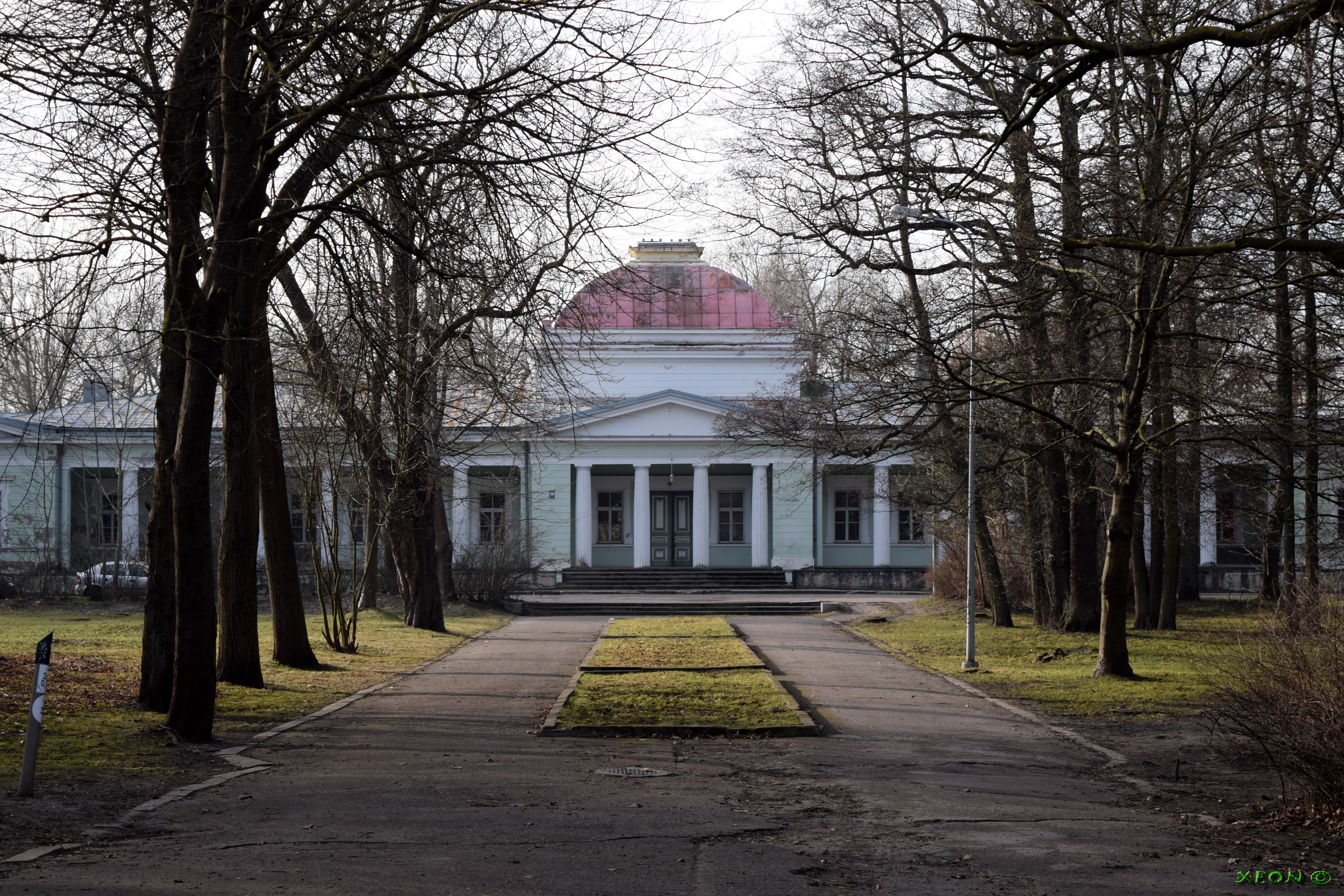
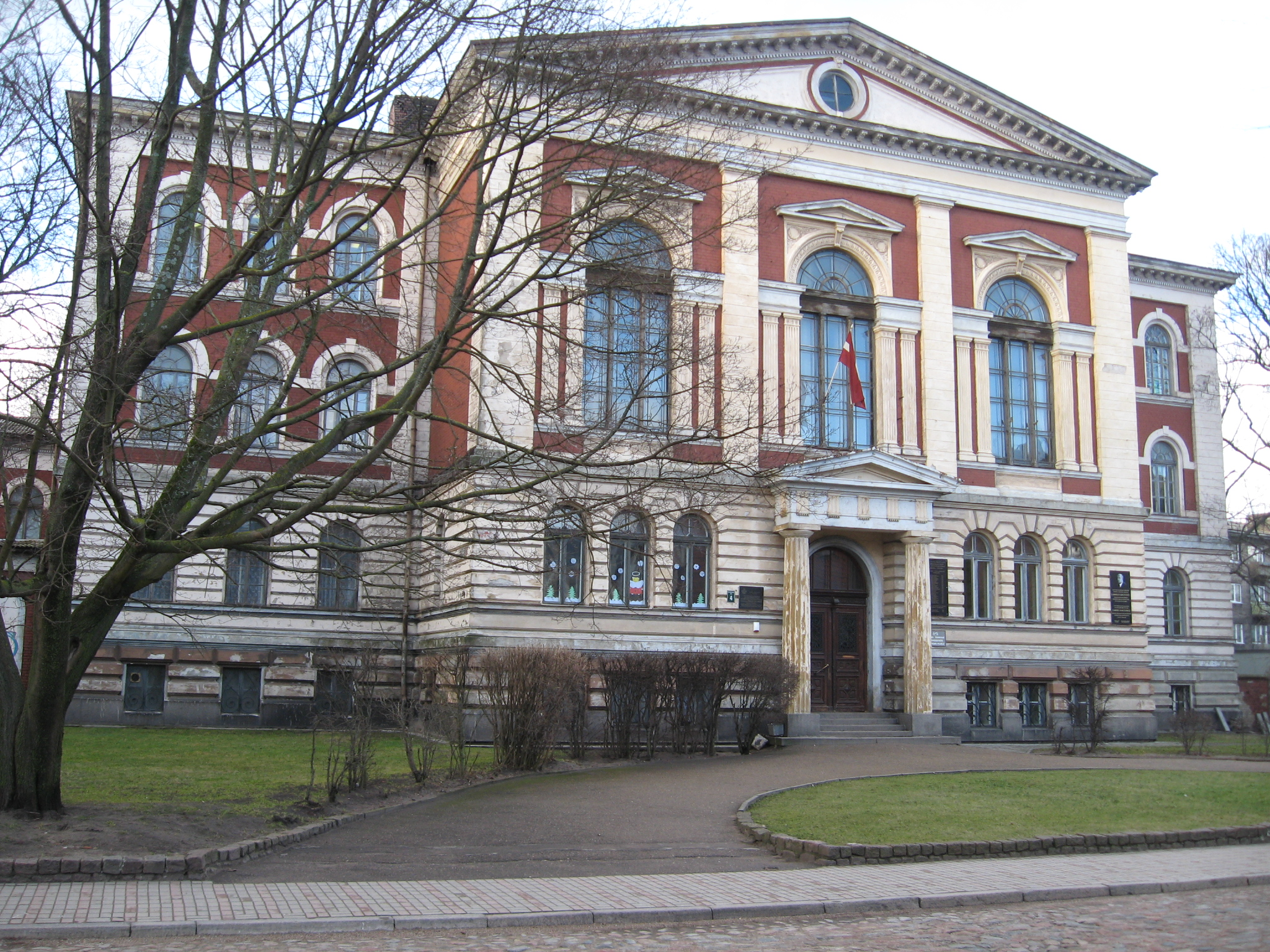
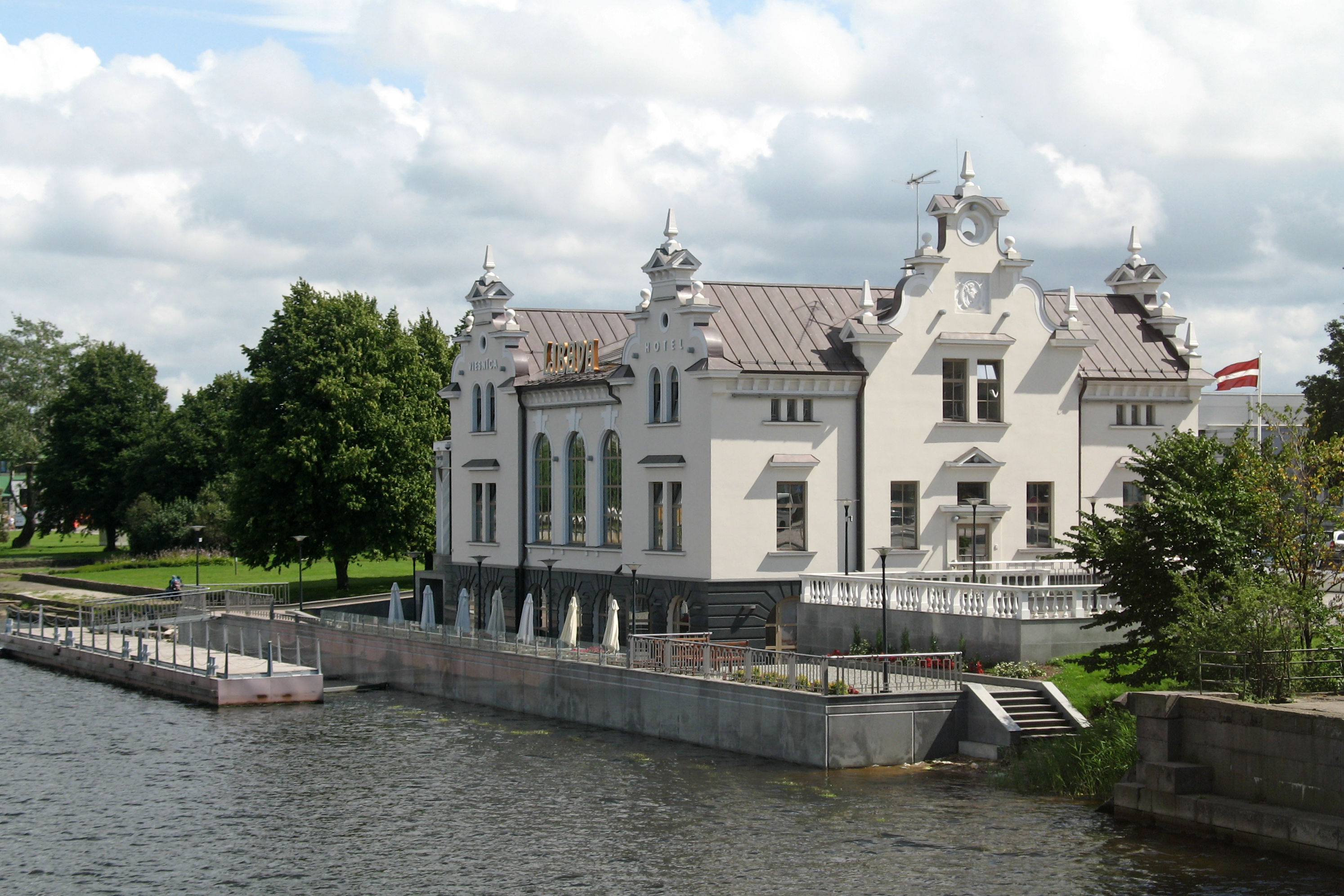

### Art Nouveau
Liepāja abrite des dizaines de bâtiments d’architecture de style Art nouveau.
La rue Graudu est presque entièrement construite d'édifices Art nouveau sur toute sa longueur.
La plupart des bâtiments sont construits dans le style sobre et laconique du romantisme national du Nord de l'Europe.
Paul Max Bertschy a conçu plusieurs bâtiments de style Art Nouveau, mais ceux de Theodor Max Bertschy, Ludwig Melville, Charles Carr, Lars Sonck, Pauls Kampe (lv), Adolf Kucner, Gustav Janicek, William Losow, Max Kuhn, Alexander Zehrensen et Vassili Kossiakov sont aussi remarquables.
L'Art nouveau à Liepāja reflète,entre-autres, les relations entre la Lettonie et l’Allemagne et en partie avec la Russie.
Les exemples les plus remarquables de l'Art nouveau sont les bâtiments situés au 2/6 de la perspective de Kūrmāja, au 9 de la rue Ausekļa, aux 28, 34, 36/38, 44, 46, 27/29 et 45 de la rue Graudu, aux 3, 9, 16 et 23 de la rue Dzintaru. 21 rue Kuršu, 8/10 et 16 rue Rožu, 6 rue Alejas, 43 rue Toma, 11 rue Dīķa, 4 et 11 rue Avotu, 19 et 28 rue Republikas, 5, 13, 15/17, 19, 25 et 66 rue Uliha, 1 rue Raina, 10/12 rue Kroņu.

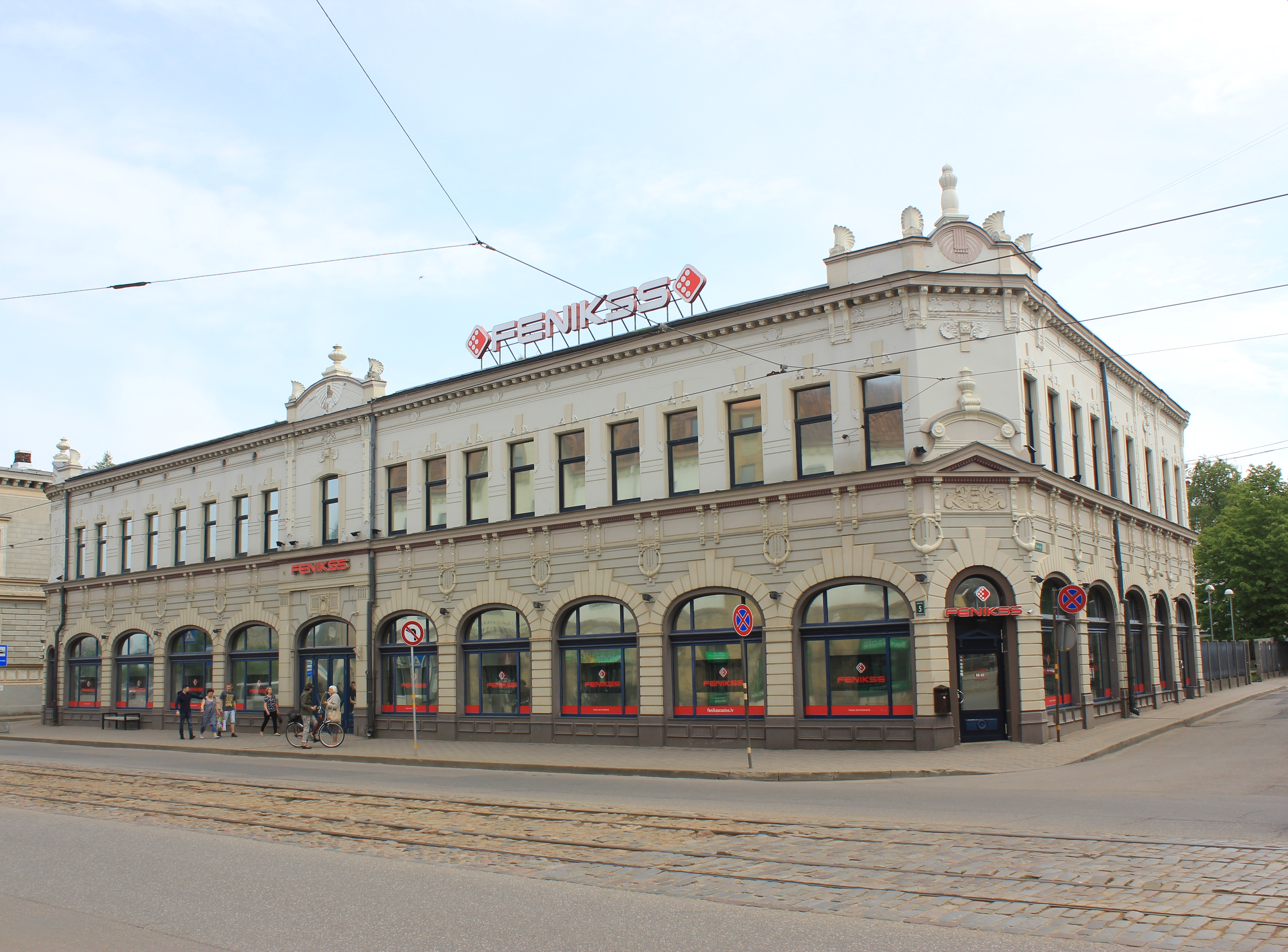
5 rue Lielā, Ludwig Melville.
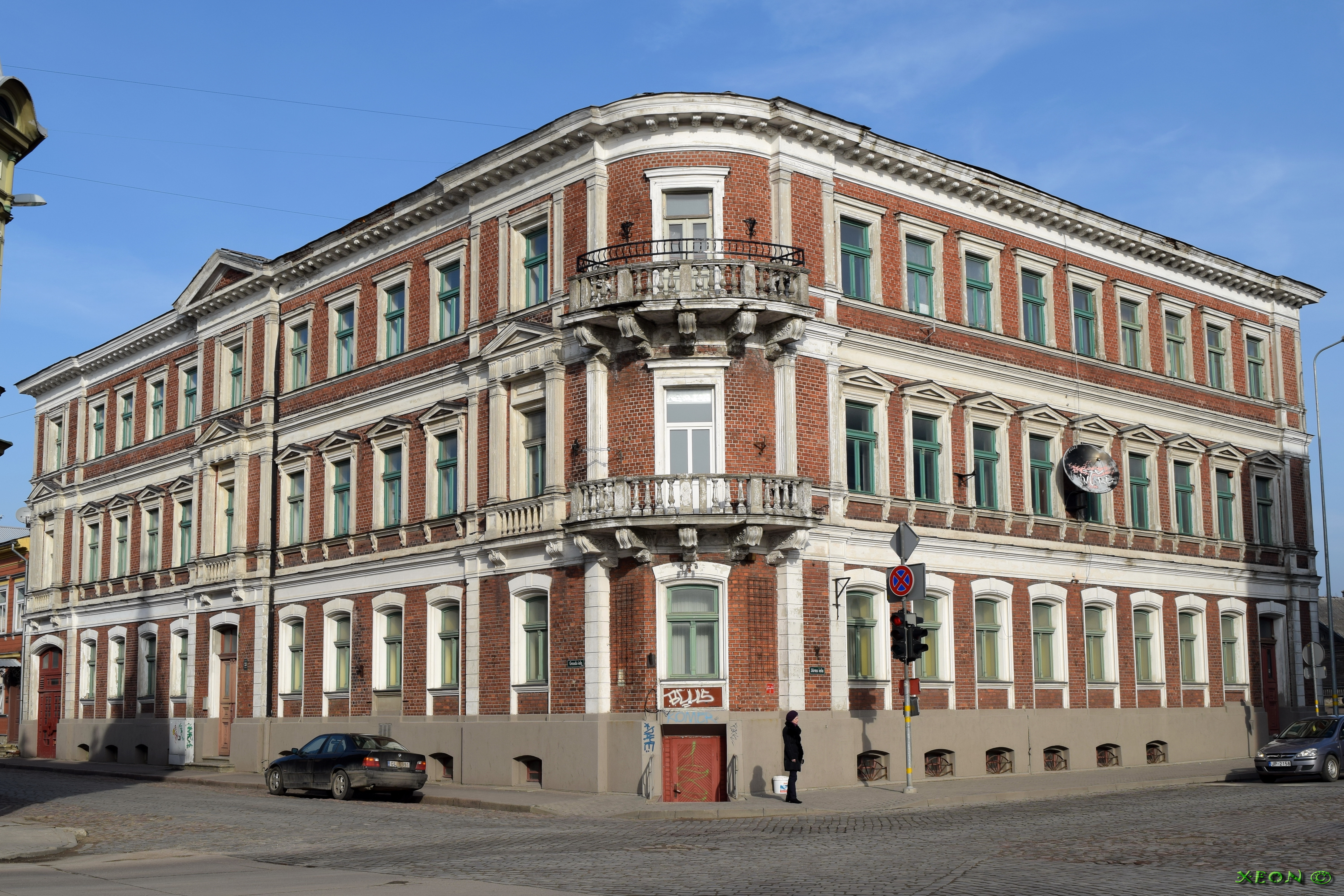
23, rue Graudu.
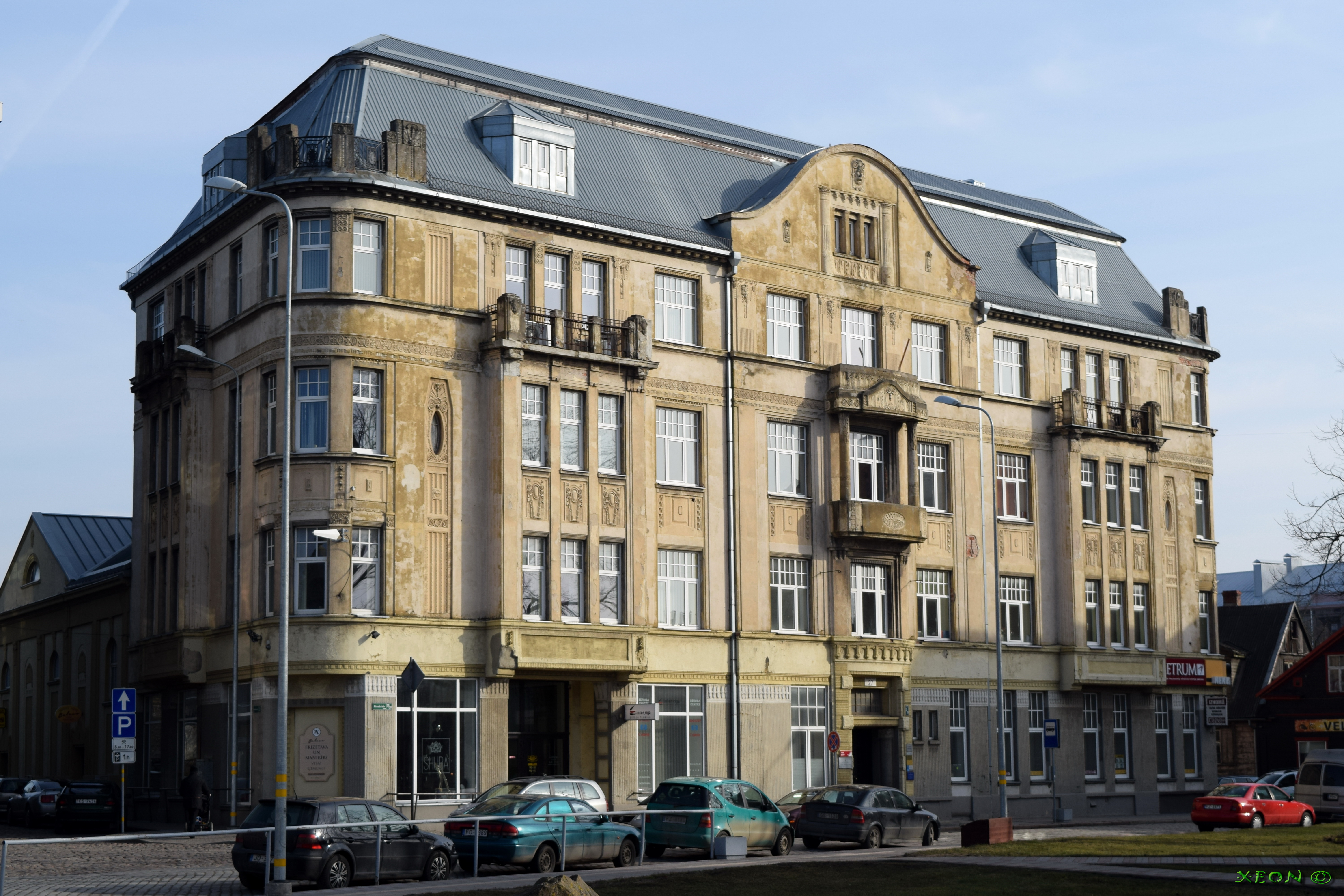
27-29, rue Graudu.

### Karosta
Le complexe de Karosta a été construit dans la partie nord de la ville, sous la direction des meilleurs architectes et ingénieurs militaires russes.
L'ensemble était et est complètement différent du reste de la ville, tant par sa fonction que par son caractère et ses styles architecturaux.
Karosta reste un exemple exceptionnel de complexe militaire dans l’histoire architecturale lettone.
Le quartier a été construit pour l’armée russe et construit autour de la cathédrale orthodoxe Saint-Nicolas.
Les objets les plus importants de Karosta sont la maison des officiers et le complexe résidentiel, ainsi que le système de fortification unique qui encerclait toute la ville et reliait les différentes parties de la ville par des passages souterrains.
Pendant la Première Guerre mondiale, les fortifications furent partiellement détruites.

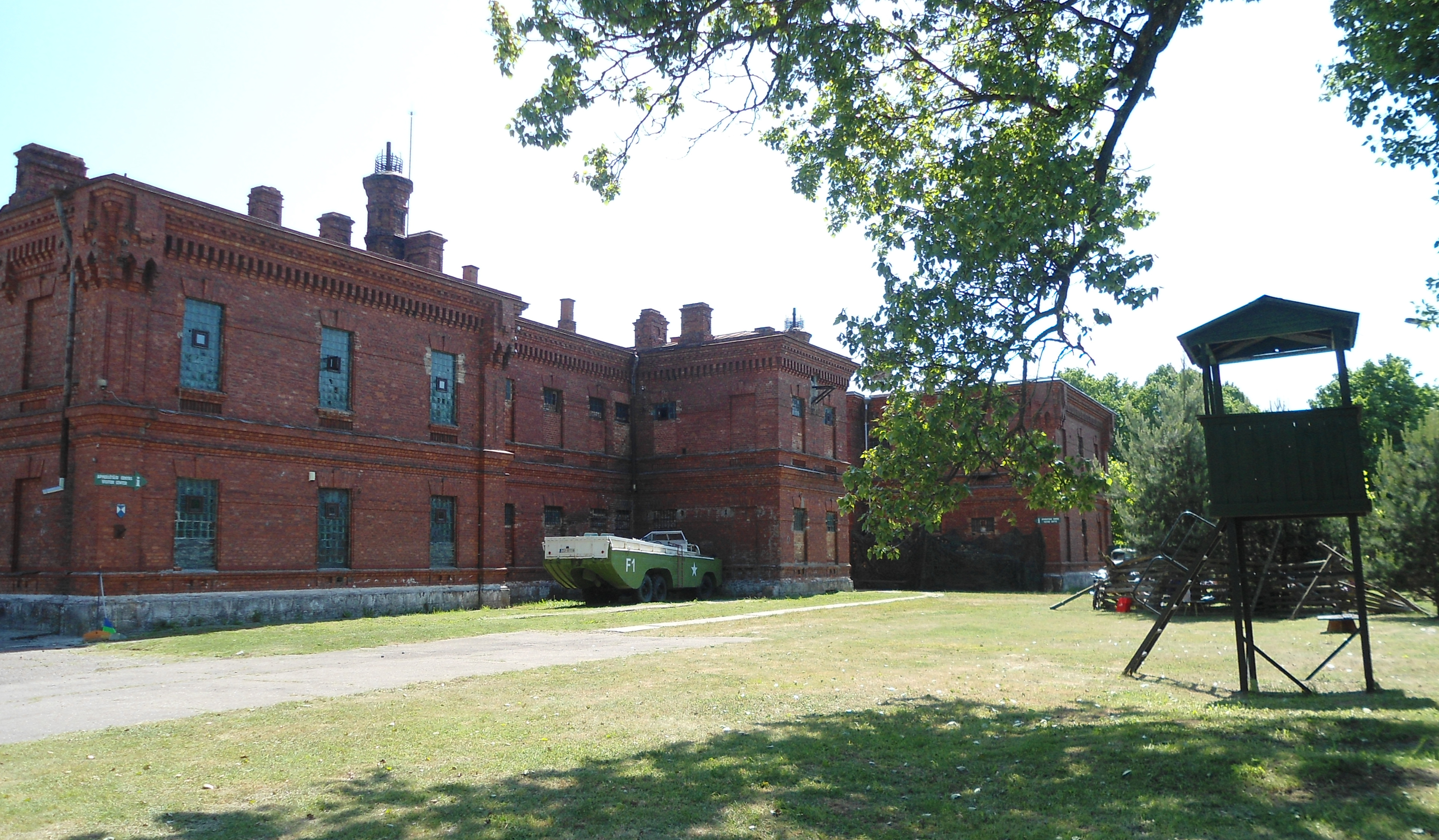
Prison de Karosta.
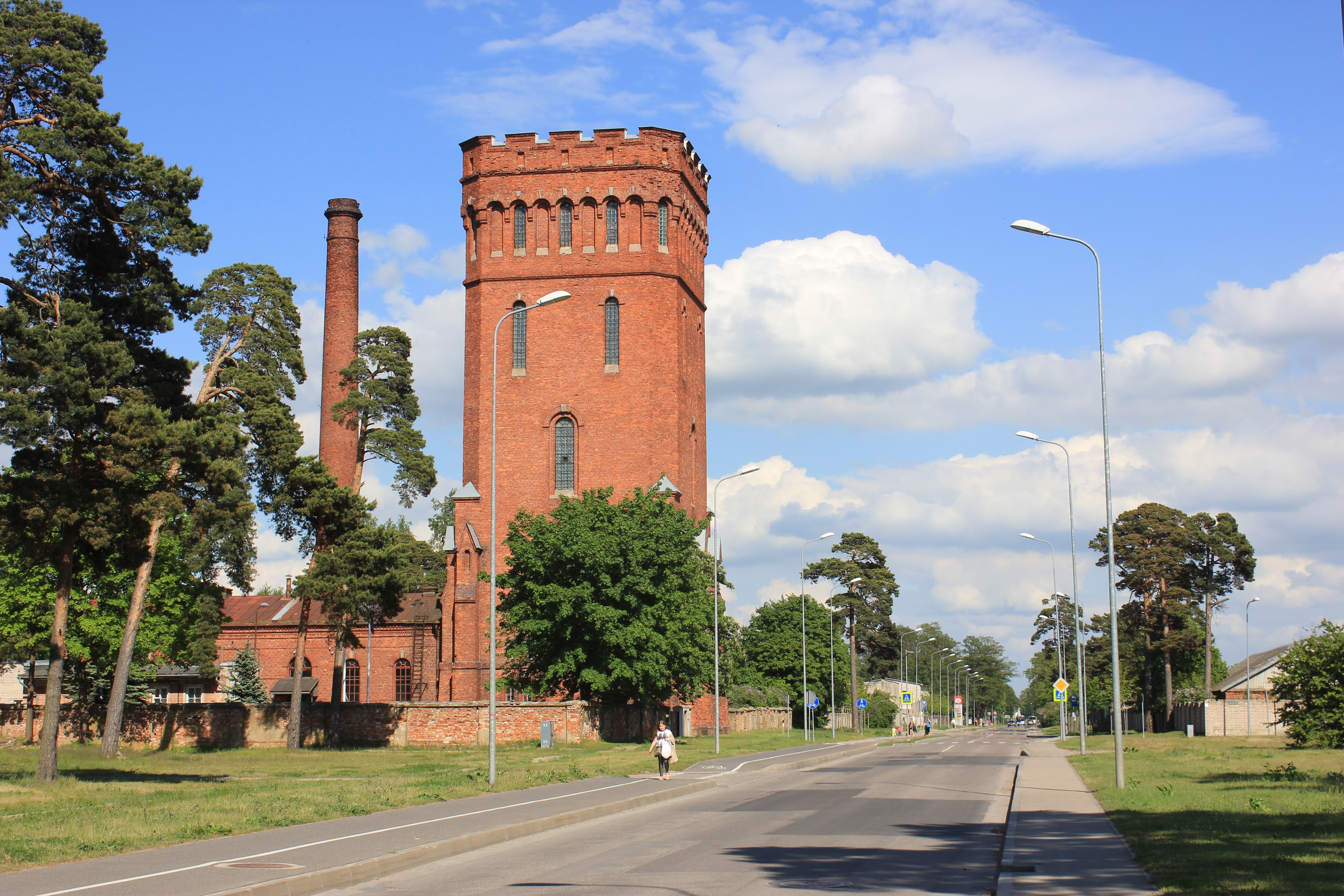
Château d'eau.
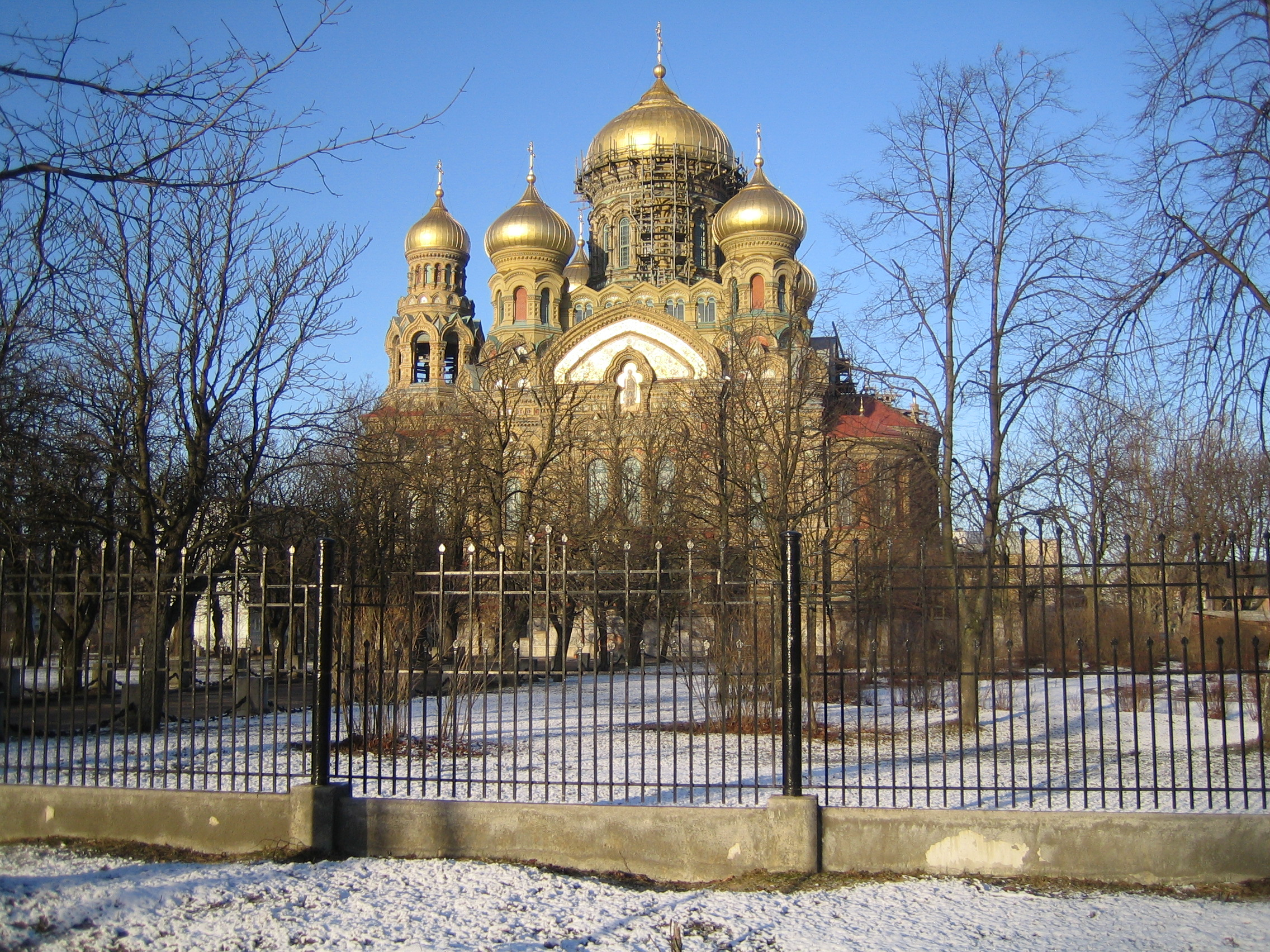
Cathédrale Saint-Nicolas.
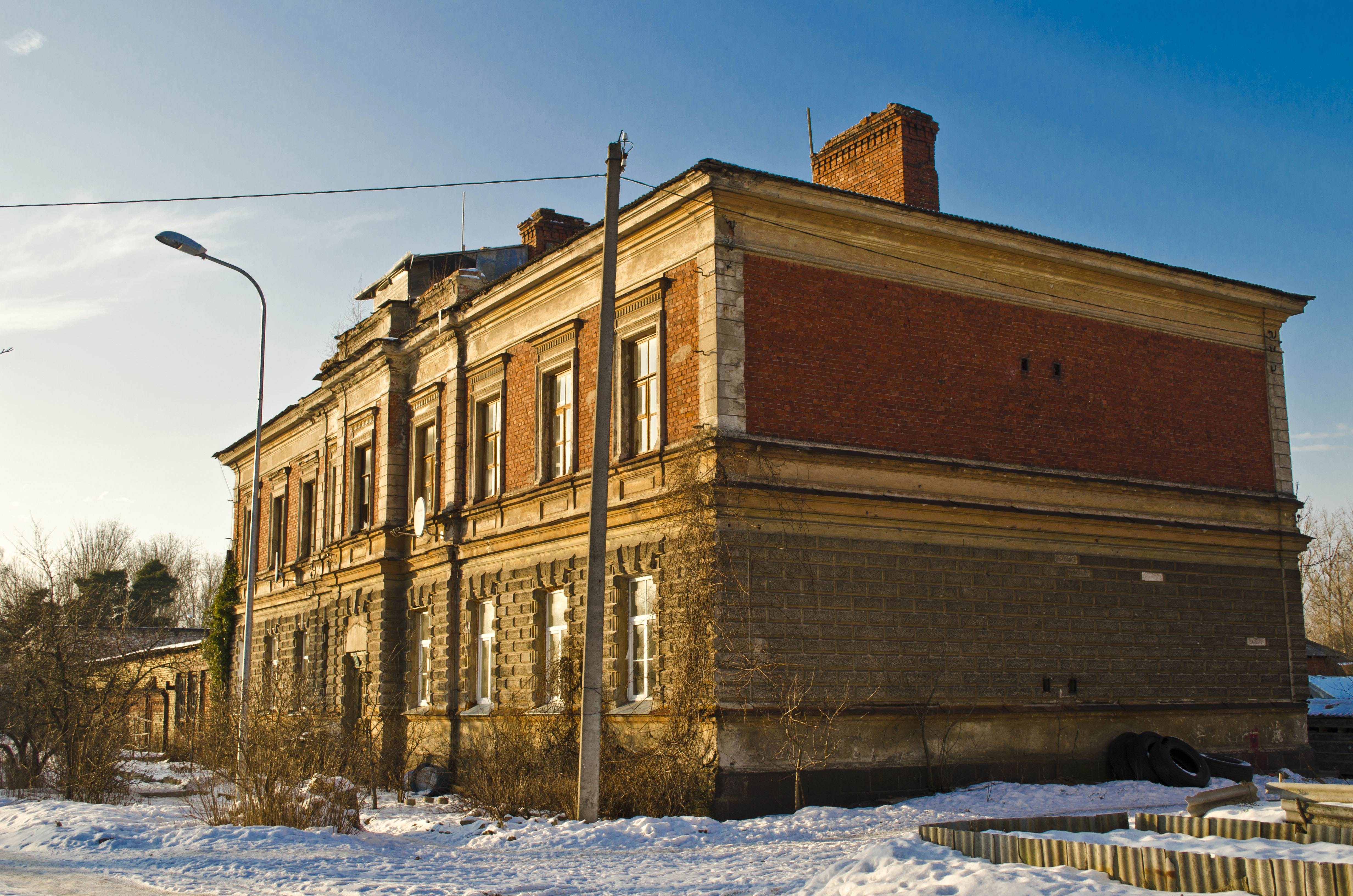
1, rue Trimpus.
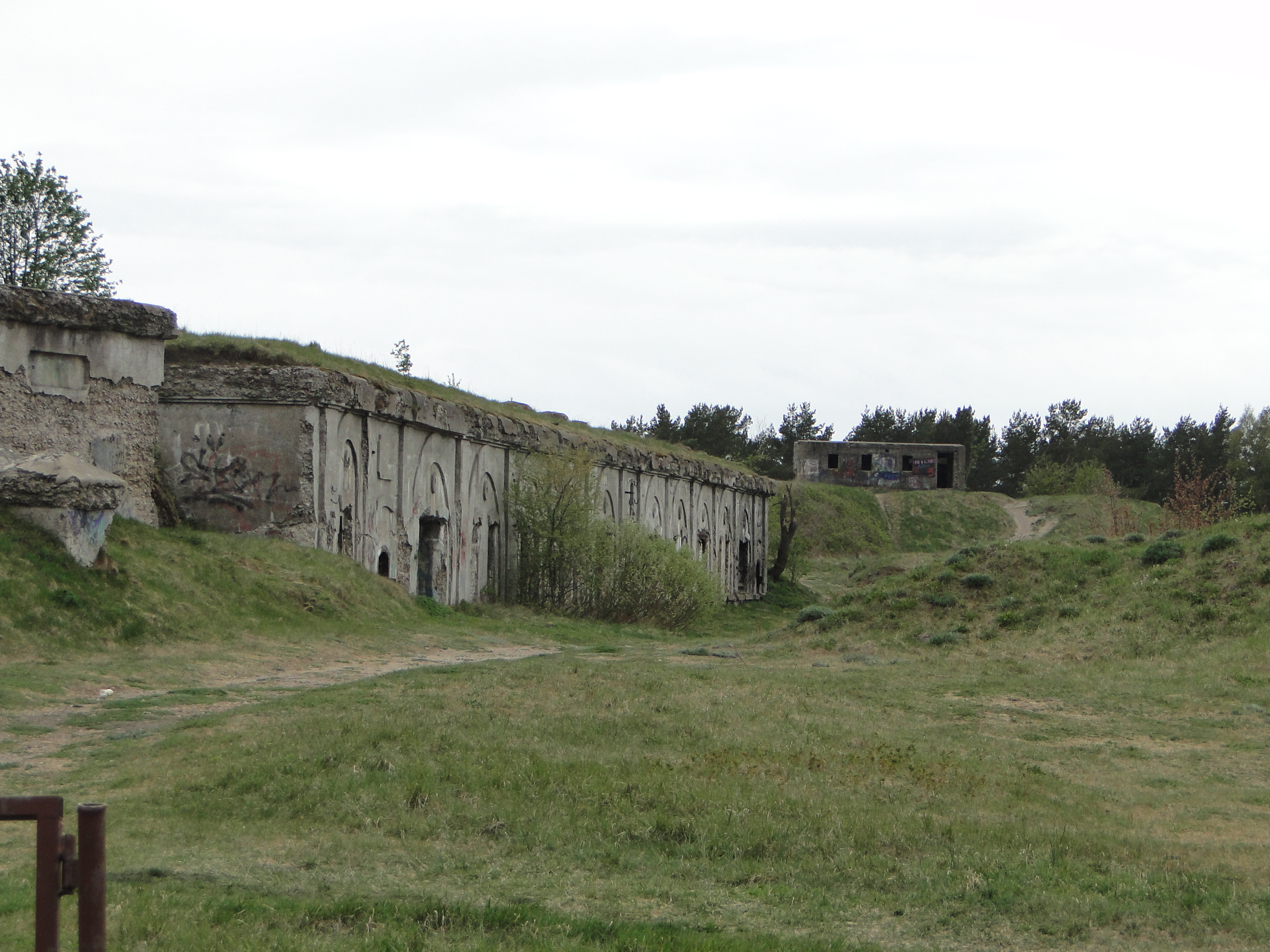
Ruines de la forteresse.

### Entre-deux-guerres
Pendant l’entre-deux-guerres, l’architecte Jānis Blaus a conçu le projet de la Maison de la Société lettone à Liepāja.
Le bâtiment a été érigé en 1934 sur la place des Roses (lv).
Le bâtiment du magasin économique de l'armée a été construit en 1934-1935 selon les plans de l'architecte Aleksandrs Rācenis, mais a été détruit pendant la Seconde Guerre mondiale.
Le bâtiment du prêteur sur gages et de la caisse d'épargne situé au 3, rue Teātra a été construit en 1936-1937.
Pendant cette période ont aussi été construites l'école primaire amicale de vocation, aujourd'hui la 5e école secondaire (lv) conçue par K. Bikše et l'église luthérienne de Jaunliepāja due à K. E. Strandmann.

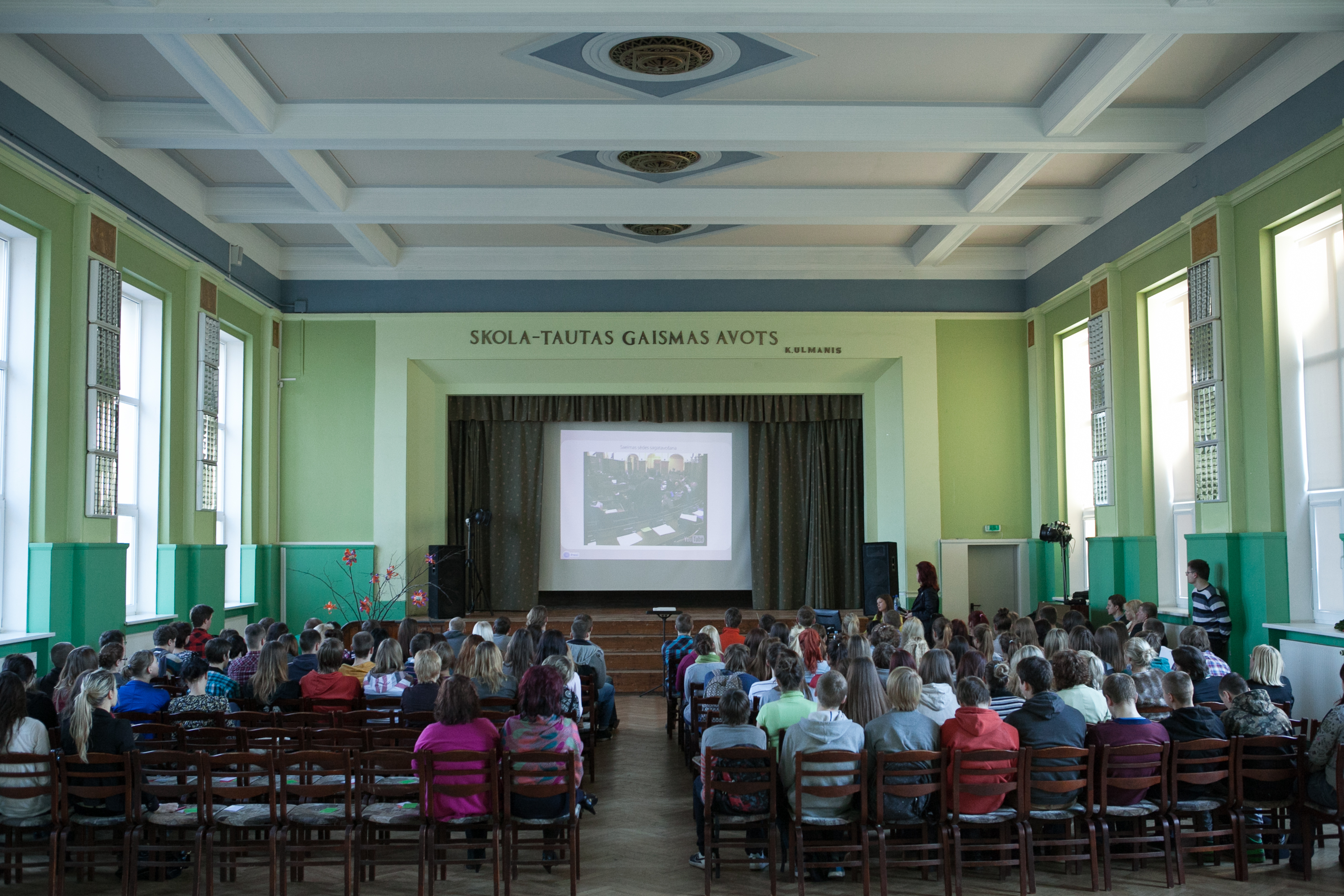
5e école secondaire.

### Époque soviétique
Le centre-ville de Liepāja a été dévasté par la Seconde Guerre mondiale et de nouveaux plans directeurs de développement étaient nécessaires.
L'architecture et l'urbanisme de la RSS de Lettonie, étaient régis par les règles uniformes d'urbanisme et de construction de l'Union soviétique.
Les nouveaux centres des villes détruites pendant la guerre ont été planifiés selon des principes formels standardisés, le style international, où les rues devaient être larges et les places régulières et symétriques, avec un monument à Lénine au centre.
Conformément aux principes architecturaux soviétiques, les bâtiments publics ont été conçus pour être représentatifs : grands, spacieux et imposants. En 1957, conçu par l'architecte Andrejs Aivars dans un style éclectique, a été construit le bâtiment qui abrite aujourd'hui l'université de Liepāja.
Un bâtiment presque identique se trouve à Daugavpils. Le grand magasin Kurzeme a été construit avec de grandes fenêtres sur les murs extérieurs et des vitrines au rez-de-chaussée. Pendant la période soviétique, les bâtiments historiques de la vieille ville de Liepāja ont été détruits sur une vaste zone pour la construction d'une ligne de tramway reliant Kurzeme à la rue Peldu.
Les changements ont également affecté la rue Liela.
En raison du port militaire, Liepāja était une ville fermée et la construction de la ville fut donc plutôt lente jusqu’aux années 1970, lorsque furent construites de nouvelles usines (Lauma, usine de machines agricoles, Hidrolats) et des zones résidentielles, dont la plus importante d'entre elles est le quartier d'Ezerkrasts.

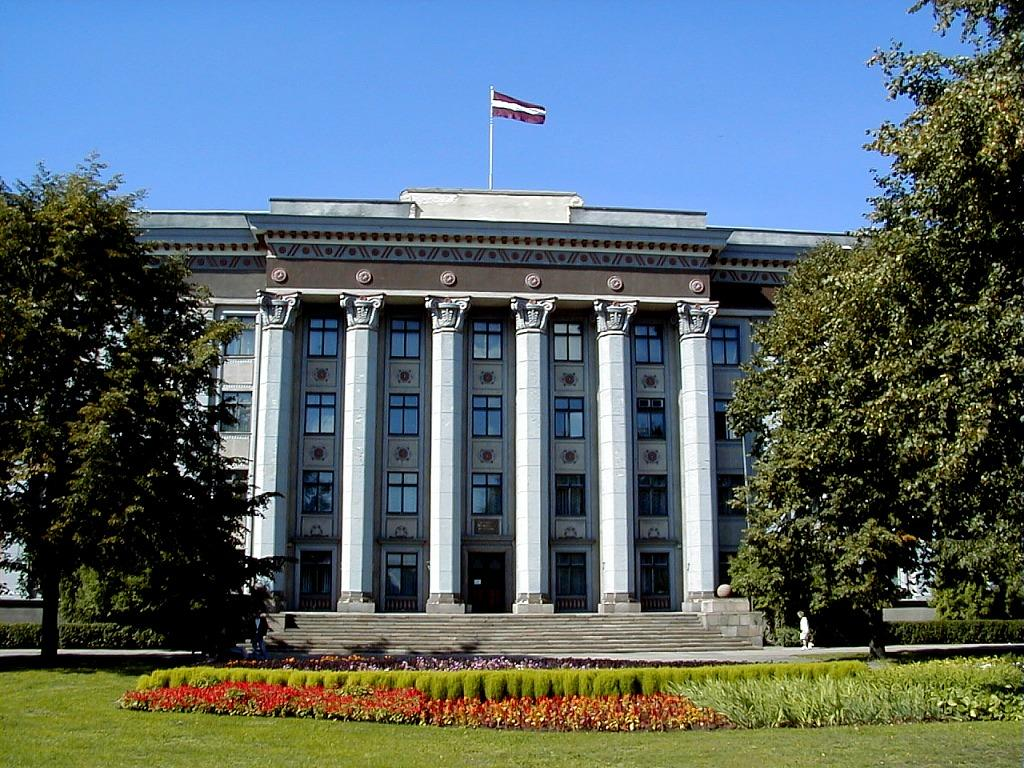
Université  de  Liepāja.
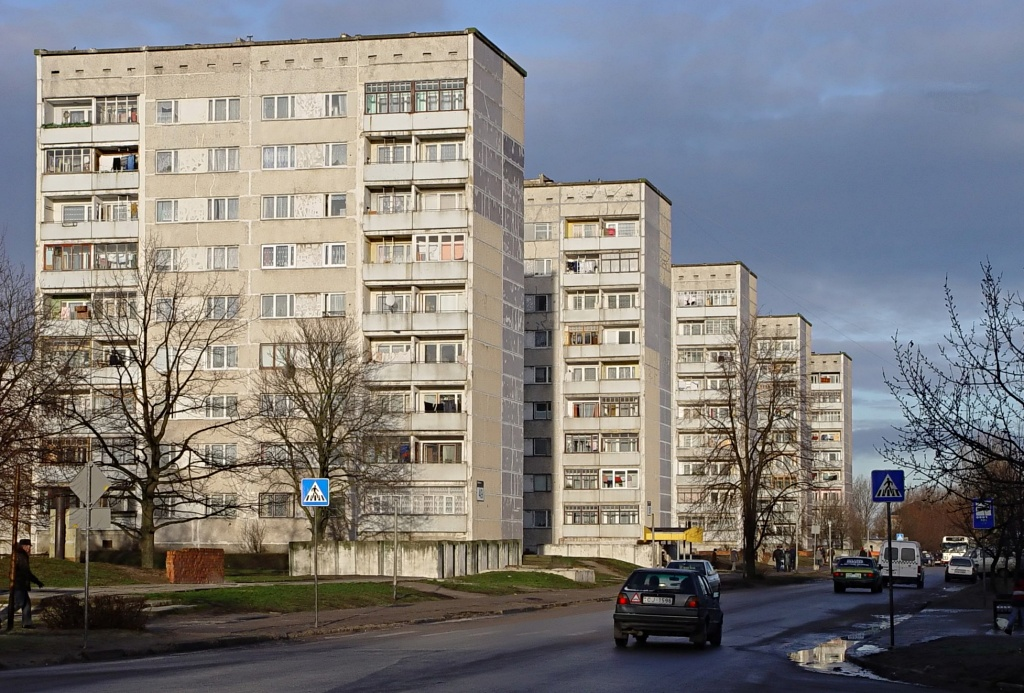
Immeubles construits à l'époque soviétique.

### Architecture contemporaine
Après la restauration de l'indépendance, de nombreux bâtiments ont ete construit  comme la patinoire concue par l’architecte U. Pīlēns, le monastère catholique de Jaunliepāja conçu par A. Kokins, la boutique « Māja » de A. Padēlis-Līns, de nouveaux pavillons du marché en centre-ville dus a U. Pīlēns.
Le bâtiment le plus remarquable du XXIe siècle est la salle de concert Grand Ambre (lv).
Les constructions du nouvelles se caractérisent par l'utilisation de nouveaux matériaux et technologies, ainsi que par le  rationalisme et le fonctionnalisme.

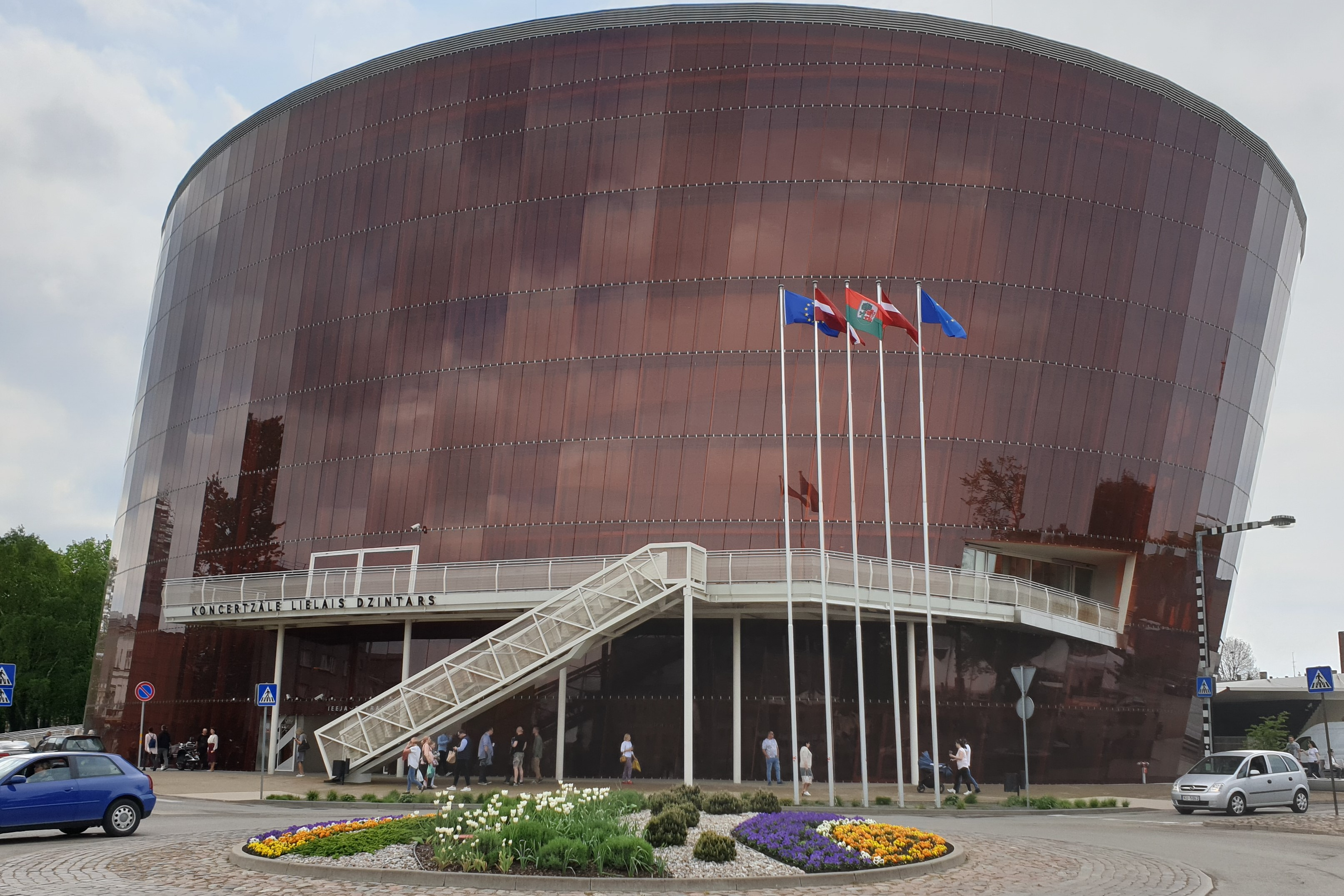
Salle de concert grand Ambre, Volker Giencke.
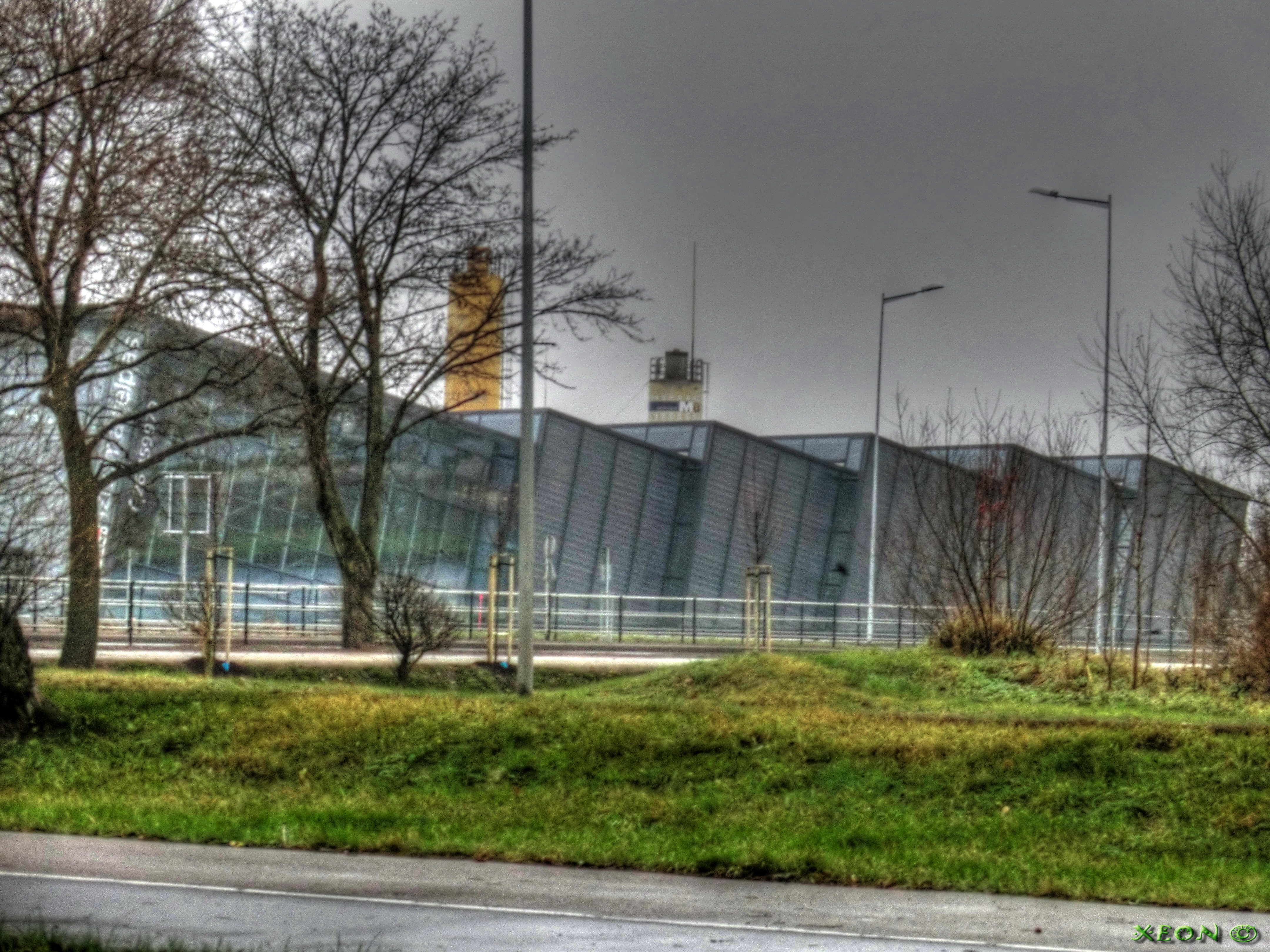
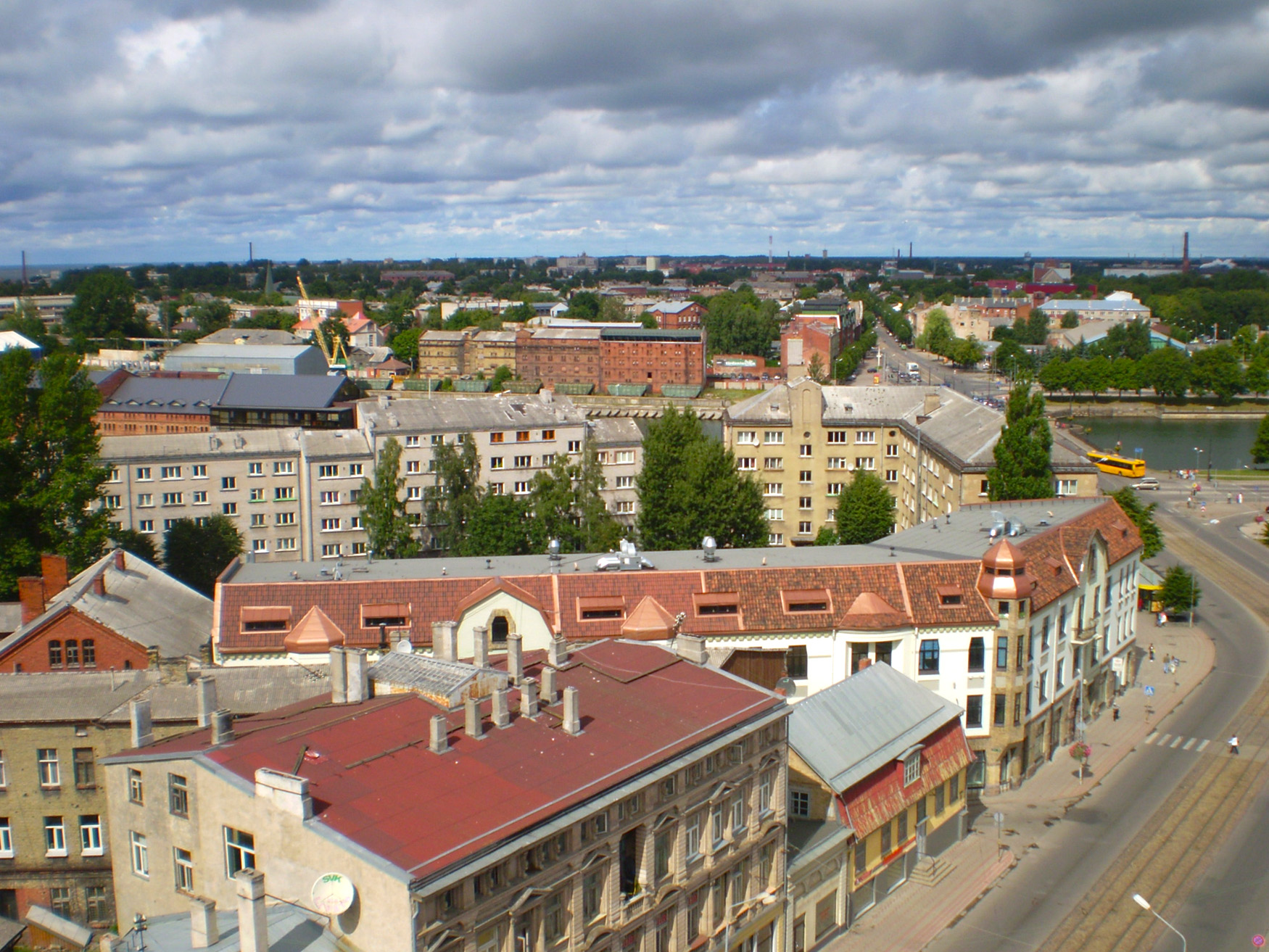
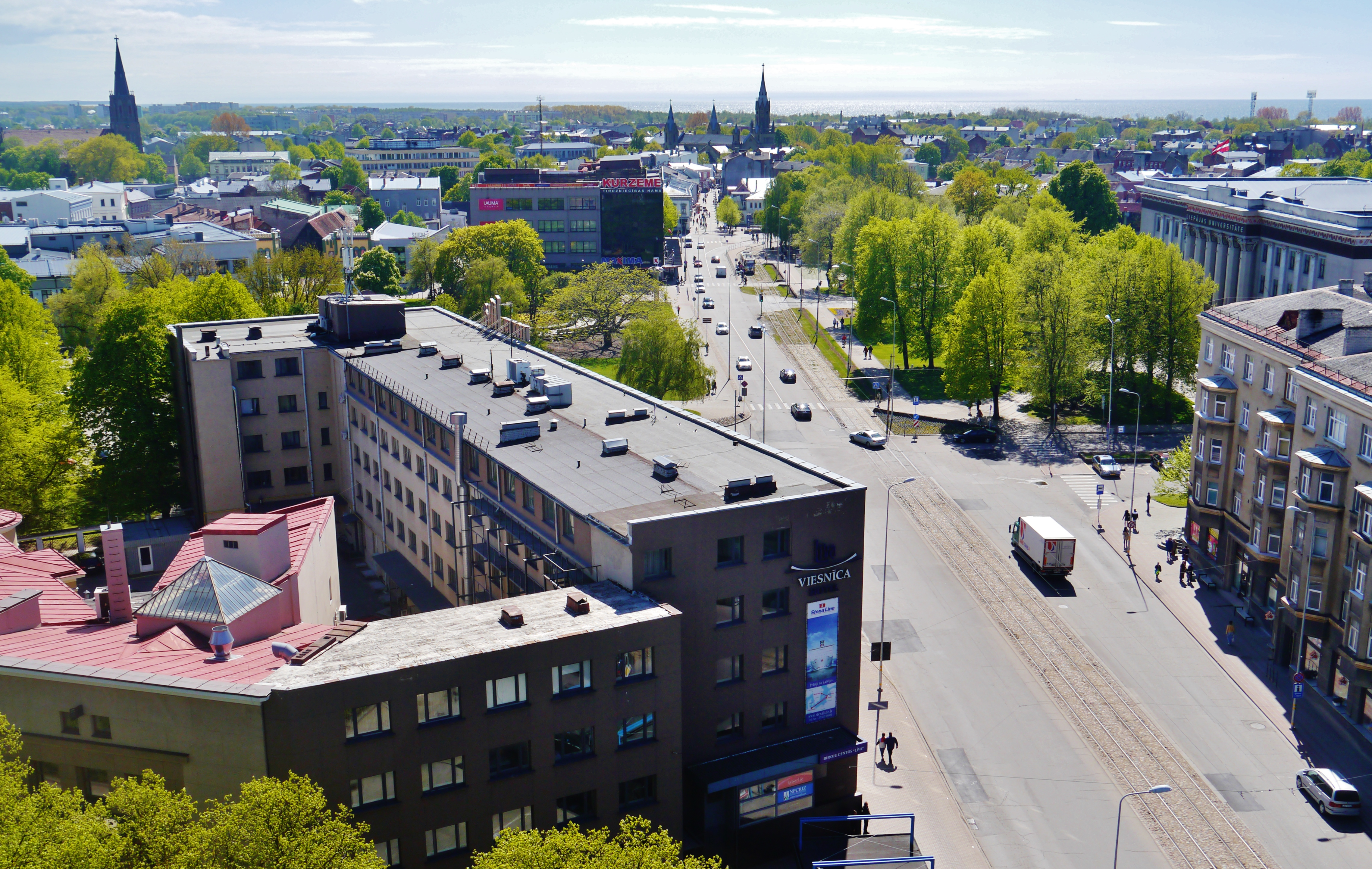

## Tourisme
- Lieux et monuments de Liepāja

## Jumelages
| Ville | Ville                | Pays | Pays        | Période                   |
| ----- | -------------------- | ---- | ----------- | ------------------------- |
|       | Bellevue             |      | États-Unis  | depuis 1992               |
|       | commune de Nynäshamn |      | Suède       | depuis 1990               |
|       | Darmstadt            |      | Allemagne   | depuis 1993               |
|       | Elbląg               |      | Pologne     | depuis 1991               |
|       | Gdynia,              |      | Pologne     | depuis le 12 octobre 1999 |
|       | Guldborgsund         |      | Danemark    | depuis 1993               |
|       | Helsingborg          |      | Suède       | depuis 2005               |
|       | Homiel,              |      | Biélorussie | depuis le 8 juin 1999     |
|       | Klaipėda             |      | Lituanie    | depuis 1997               |
|       | Palanga              |      | Lituanie    | depuis 2001               |
|       | Årstad               |      | Norvège     | depuis 2001               |

## Personnalités
- Meir Atlas (1848-1926), rabbin de la ville
- Mirdza Ķempe (1907-1974), poétesse lettonne
- Édouard Tissé (1897-1961), cinéaste
- Herberts Cukurs (1900—1965), aviateur
- Balys Dvarionas (1904-1974), compositeur
- Marina Chafroff (1908-1941), résistante russe en Belgique
- Arvīds Jansons (1914-1984), violoniste et chef d'orchestre
- Tālivaldis Ķeniņš (1919—2008), compositeur
- Morris Halle (1923-), linguiste
- Igo (en) (1962-), chanteur de rock
- Paul Max Bertschy (1840-1911), architecte
- Jēkabs Janševskis (lv) (1865-1931), romancier
- Imants Kalniņš (1941-), compositeur letton
- Laila Pakalniņa (1962), réalisatrice
- Māris Verpakovskis (1979), footballeur
- Zanda Martens (1984-), femme politique allemande
- Kristaps Porziņģis (1995-), basketteur
- Rūdolfs Balcers (1997), joueur de hockey sur glace
- Theodor von Fircks (1812-1872), écrivain et publiciste
- Anastasija Sevastova (1990-), joueuse de tennis
- Konstantīns Konstantinovs (1978-2018) champion du monde letton de force athlétique.

## Éponymie
L'astéroïde (678676) Liepāja est nommé en son honneur.